# Siphonaptera
Puces
Ordre
Synonymes
Aphaniptera
Familles de rang inférieur
- Voir le texte

Les puces forment l'ordre des siphonaptères (Siphonaptera, du latin sipho, « tube »), anciennement dénommés aphaniptères (Aphaniptera). Ce sont des insectes ptérygotes holométaboles, caractérisés entre autres par leurs pièces buccales conformées en un appareil piqueur-suceur. Elles sont ectoparasites : les puces actuelles infestent les mammifères (dont l'humain) et quelques oiseaux, et vivent du sang de leurs porteurs. Comme elles passent facilement d'un animal à l'autre, elles peuvent véhiculer diverses maladies animales, humaines ou zoonotiques,. Elles sont aussi une source possible d'allergies.
Près de 2 500 espèces ont été décrites à ce jour, réparties en 239 genres et 15 à 16 familles selon les auteurs, et 5 superfamilles.
En Europe, les animaux domestiques et de compagnie (chiens, chats et plus rarement rats, souris blanches, furets, nouveaux animaux de compagnie, etc.) peuvent être porteurs de diverses espèces de puces : Ctenocephalides felis, Ctenocephalides canis, Pulex irritans, Archeopsylla erinace, etc. Sur les carnivores domestiques, il s'agit dans plus de 90 % des cas de la « puce du chat » (Ctenocephalides felis, et en France de la sous-espèce Ctenocephalides felis felis). Cette espèce est en réalité très ubiquiste et peut se nourrir sur le chat, où elle a d'abord été trouvée, comme sur tous les mammifères européens (carnivores, lapin, lièvre, ruminants ou humains). On peut aussi trouver dans les logements et lieux publics des puces de rongeurs, de petits carnivores ou insectivores sauvages, ou d’oiseaux.

## Histoire

### Fossiles
Les plus anciens fossiles de puces primitives : Strashila incredibilis (en), Pseudopulex jurassicus (en)) découvertes en Mongolie-Intérieure remontent à 165 millions d'années (Jurassique) ; de plus grande taille (17–22 mm) que les puces modernes (moins de 10 mm), elles parasitaient peut-être certains dinosaures, d'autres ont été retrouvées en Australie et en Sibérie, datant du Jurassique et du Crétacé.
Ces puces primitives se distinguent des autres insectes primitifs par un appareil piqueur robuste, l'absence d'aile sur un thorax étroit et la présence de soies dirigées vers l'arrière. Leurs pattes sont pourvues de griffes mais sans renforcement de la coxa (comme chez les puces modernes), le corps parait souple ou moins rigide, et des spécimens asiatiques trouvés en Chine (datés de 125 à 160 millions d'années) ont un corps aplati dans le sens ventro-dorsal et non pas latéral.
Le parasitisme de ces fossiles est déduit de leur apparence générale, de leur appareil piqueur, de leurs soies et griffes, mais il est difficile d'affirmer qu'ils appartiennent aux Siphonaptera, ou à un ordre proche mais disparu.
En revanche, les fossiles de l'ambre plus récents (20–50 millions d'années) montrent des puces d'allure moderne, parfois rattachées à des ordres toujours actuels.

### Cohabitation entre humain et puce
Les plus anciennes preuves de cohabitation humain/puce datent du néolithique, sur le site de Skara Brae sur l'île de Mainland. De nombreux spécimens de Pulex irritans ont été aussi trouvés sur le site lacustre de Chalain (3100 av. J.-C.). Cette présence suggère que le sol des habitats préhistoriques était recouvert de nattes ou de fourrures, facteur indispensable pour assurer le cycle complet de l'espèce.
Pulex irritans était aussi présent en Égypte pharaonique sur le site de Tell el-Amarna (3500 av. J.-C.). L'espèce est omniprésente dans le monde gallo-romain et retrouvée sur de nombreux sites en France, Angleterre et Écosse. Elle est retrouvée en Alaska sur le site de Nunalleq (niveaux des XIVe au XVIIe siècle) et elle apparaît à Londres dans des niveaux datant du XVIIIe siècle.
En revanche aucune découverte fossile ou historique de Xenopsylla cheopis ou puce du rat n'a été faite en Europe (en date de 2015), d'où l'hypothèse d'une transmission interhumaine de la peste historique en Europe par la puce de l'humain (Pulex irritans) ou par le pou de corps.

## Description
Les Siphonaptères sont les puces, insectes holométaboles (développement en quatre stades), ptérygotes très particuliers (aptères — sans ailes —, aplatis latéralement, piqueurs et adaptés au saut). ils vivent en contact étroit avec leur hôte : ils sont parasites externes de mammifères et d'oiseaux.
Leur identification se base sur le stade adulte. On compte plus de 2 500 espèces réparties en 16 familles et 238 genres, seules quelques espèces sont synanthropes (vivant à proximité des humains).

### Morphologie
L'adulte mesure de 2 à 6 mm de long, et peut même aller jusqu'à 10 mm. En tant qu'insectes, les puces présentent une tête, un thorax et un abdomen segmentés en continuité, avec 3 paires de pattes. Elles sont protégées par une cuticule solide garnies de soies et d'épines.

#### Tête
La tête porte deux yeux simples avec deux antennes de petite dimension. Chez le mâle, ces antennes sont érectiles et servent à maintenir la femelle, placée au-dessus de lui, lors de la copulation. L'arrière de la tête (occiput) du mâle peut présenter un sillon servant de point d'insertion à la femelle.
La partie ventrale de la tête peut porter des séries d'épines, variables en nombre, taille et forme, et qui servent à déterminer l'espèce.
L'appareil buccal est de type piqueur.
Les maxilles sont fortes et vulnérantes (deux lames coupantes) avec le labre (porteur d'organes sensoriels) ; ce dispositif est complété par une paire de palpes labiaux, et une paire de longs palpes maxillaires. Les mandibules sont inexistantes : il existe une paire de stipes (segment large portant les palpes) à la base des maxilles, qui se dégage vers l'arrière au moment de la piqûre pour libérer les pièces vulnérantes.

#### Thorax

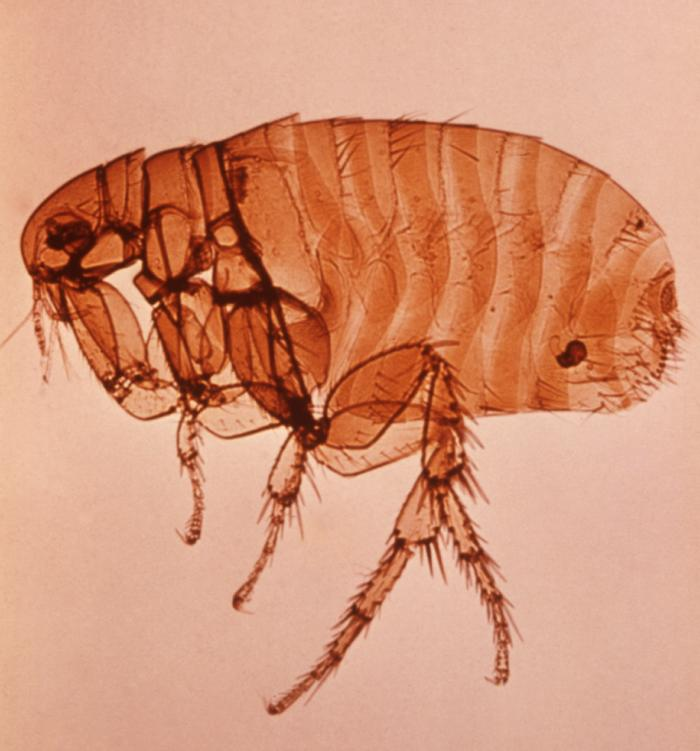
Puce du rat (Xenopsilla cheopsis) adulte.

Il se compose de 3 segments bien individualisés portant chacun une paire de pattes, et un peigne (plusieurs soies fortes).
Les pattes, surtout la 3e paire, sont adaptées au saut. Elles comportent à partir du thorax, les éléments suivants : une large coxa, un trochanter, un fémur, un tibia, et un tarse de 5 éléments dont le dernier porte une paire de griffes.
Le système respiratoire (trachéoles) situé dans le thorax (et en partie dans l'abdomen) se poursuit dans les pattes, où il forme un « sac d'air ».

#### Abdomen
L'abdomen se compose de dix segments, mais seuls huit sont discernables dorsalement (tergites ou sclérites dorsaux) et six ventralement (sternites ou sclérites ventraux). Le dernier tergite porte un organe sensoriel caractéristique des puces, le sensilium, qui sert indirectement à nourrir les larves (voir ci-après).
Deux paires de glandes salivaires sont situées dans l'abdomen. Le système digestif des puces se distingue par la présence, entre autres, d'un proventricule où se fait la digestion, d'un intestin moyen, et d'un intestin postérieur qui forme une ampoule avec des glandes rectales.
Les deux sexes sont hématophages obligatoires. La digestion est le plus souvent rapide mais partielle, les excréments de puces adultes servant aussi de nourriture aux larves.
L'appareil génital mâle est complexe, situé sur le 9e segment, composés de nombreuses pièces (pinces, bras ou baguettes, crochets, plaques, conduits…) qui servent finalement à amener le sperme dans la spermathèque de la femelle. L'appareil génital femelle est situé sur le 8e segment. La spermathèque de la puce comprend une chambre arrondie (simple ou double selon les genres) avec plusieurs conduits de départ et d'arrivée, vers le vagin et vers les tubes ovariens,.

### Cycle biologique
Les puces passent par quatre stades de développement : œuf, larve, nymphe, et adulte. La durée du cycle biologique dépend de l'espèce en cause, de la température, de l'humidité et de l'accès à la nourriture. Selon les conditions, une puce devient adulte en deux à plusieurs mois.

#### Œufs
Les puces femelles pondent des œufs ovales ou ronds (0,3 à 0,5 mm de long), à coque lisse, de couleur blanchâtre. Il n'y a pas de cycle gonadotrophique (cycle de ponte en fonction des repas), les œufs sont pondus en continu, dans la fourrure ou la litière de l'hôte.
La durée de fécondité et le nombre d'œufs pondus varient selon l'espèce et les conditions du milieu. De 4 à 8 œufs, jusqu’à 50 œufs par jour pendant 50 à 100 jours, avec une moyenne de 20 à 30 œufs par jour sur une période de 2 mois.
Ces œufs n'étant pas collants, même pondus sur le pelage de l'hôte, ils se retrouvent souvent au sol. Leur double forme, ronde et ovale, permet aux œufs de rouler sur une surface ou de s'insérer dans des interstices.

#### Larves

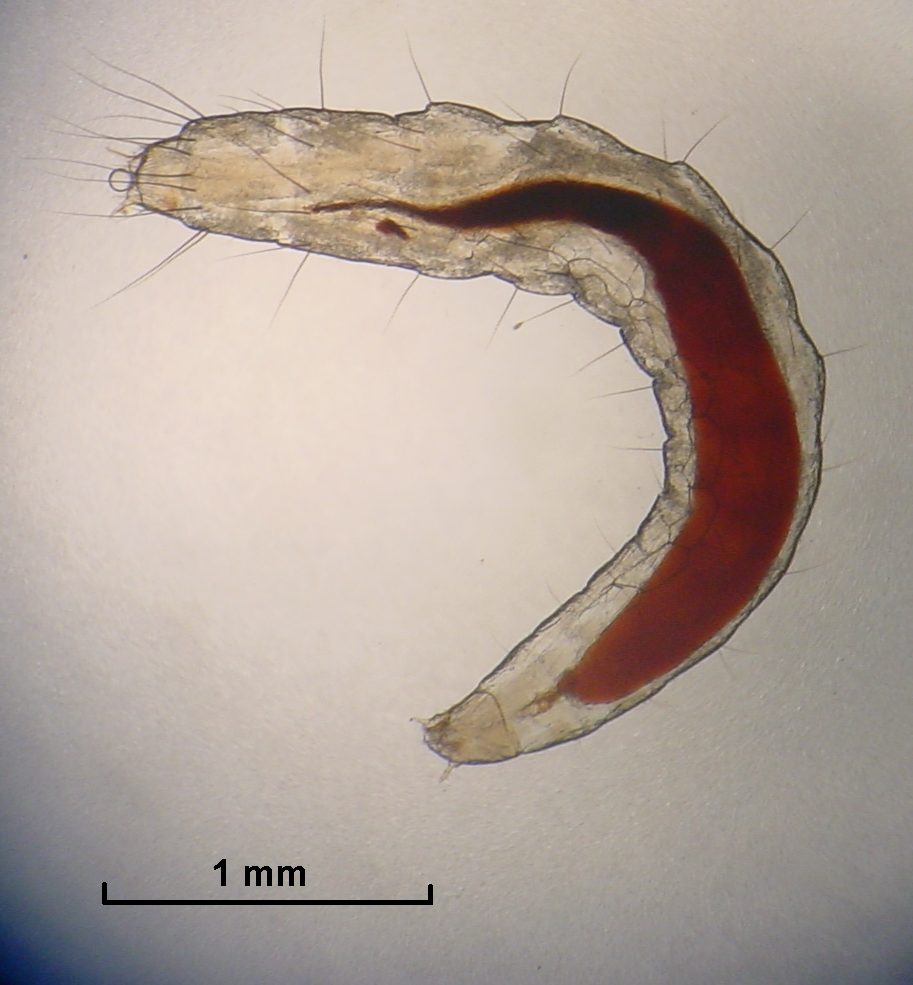
Larve, vue au microscope.

Selon les conditions thermohygrométriques, l'œuf éclot en un à dix jours (une semaine en moyenne), et il en sort une larve en forme de ver qui, chez les espèces d'hôtes habituels, mesure au moins 1,5 mm de long.
La larve passe par 3 stades : le premier est celui où elle garde sa dent d'éclosion sur le front, les deux autres se distinguent par la taille (jusqu'à 5 mm de long). Cette larve n'est pas parasitaire, dotée d'un appareil buccal broyeur, elle est détritivore, se nourrissant de débris organiques, de dépouilles larvaires, et d'excréments de puces adultes (riches en protéines de sang non digéré). La larve est capable de déclencher un réflexe de défécation au contact d'une puce adulte (en stimulant le sensilium, un organe sensoriel se trouvant sur le dernier segment abdominal de l'adulte).
Au repos, elle se fixe solidement aux poils ou sur des fibres à sa disposition en évitant la lumière (elle est lucifuge ou phototrope négatif) et en recherchant une certaine humidité, avec gravitropisme positif (tendance à descendre sous l'effet de la gravité).

#### Nymphes
Arrivée au stade 3, la larve se recouvre ensuite de poussières, de fibres, de grains de sable, et de débris organiques et, sous ce revêtement, elle se tisse un cocon avec la soie fournie par ses glandes labiales. Dans cet abri, la larve mue en une nymphe, avec pattes et antennes, qui brunit de plus en plus, pour se métamorphoser en adulte (imago) en une dizaine de jours, mais qui reste immobile et enfermé dans son cocon.
L'adulte peut rester enfermé de quelques semaines à près d'un an (en état de diapause). Sa durée moyenne de survie dans le cocon est de 150 jours, apparemment protégé contre les insecticides, jusqu'à ce que la diapause soit rompue par des conditions propices (augmentation de la température et des concentrations en dioxyde de carbone) ou des stimuli mécaniques (choc, vibrations…). L’émergence des adultes est alors immédiate, expliquant la pullulation soudaine de puces (émergence massive d'adultes). Ces données sont variables selon les espèces.

## Comportements
Chaque espèce de puce possède son propre optimum, très étroit, de température et d'humidité relative. Par exemple, celui de Xenopsylla cheopis est de 22–24 °C et plus de 80 % d'humidité relative. Cependant, dans des conditions défavorables, les puces sont capables de ralentir leur métabolisme, et de se mettre en état de quiescence ou de dormance, en attendant le retour de conditions favorables.
Dès leur émergence, les adultes copulent et recherchent un hôte pour leur premier repas. Cette recherche est passive, la puce se poste à l'affût, en attente du passage d'un hôte.

### Déplacements et sauts
Divers stimuli (lumière, chaleur, CO2…) peuvent déclencher la marche ou le saut chez la puce qui peut, soit fuir, soit chercher un hôte. Au stade adulte, certaines espèces ont un phototropisme positif (attirance vers la lumière, comme Ctenocephalides felis ou « puce du chat »), d'autres négatif (fuite devant la lumière, comme Xenopsylla cheopis ou « puce du rat »).

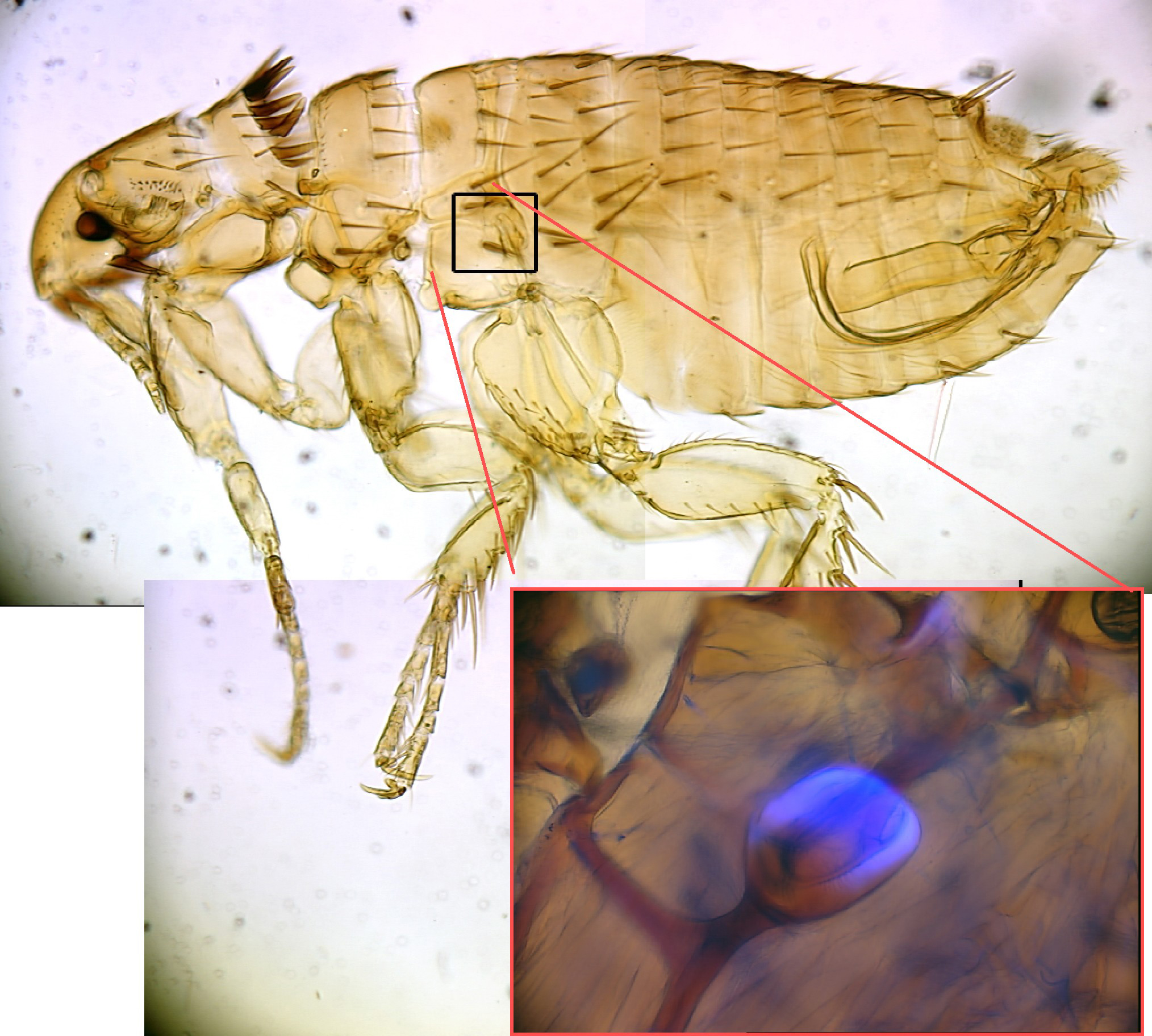
L'image de détail montre le « ressort » de la puce, ou masse de résiline visible ici par fluorescence de la dityrosine (pont tyrosine-tyrosine).

Certaines puces, qui vivent dans des nids ou des litières, ne sautent pas, par absence « d'arc pleural » (structure thoracique nécessaire au saut). D'autres de grande taille font le mort quand on les brosse d'une fourrure : elles restent un moment immobiles sur le côté, probablement par mimétisme de débris au sol.
La puce est particulièrement adaptée au saut : entre ses pattes arrière et son thorax se trouve une masse de résiline qui agit comme un puissant ressort, et lui permet de sauter jusqu'à 150 fois sa propre longueur. La puce du hérisson Archaeopsyllus erinacei subit une accélération jusqu'à 160 G, et la puce du rat Xenopsylla cheopis peut être propulsée à 1,9 m/s soit 7 km/h.
Ce comportement est rendu possible par la résiline, une protéine élastique au niveau de la 3e paire de pattes. Cette résiline est formée de chaînes peptidiques enroulées en réseau tridimensionnel, stabilisé par des ponts entre tyrosines. Ce réseau stocke et libère un pourcentage d'énergie de 97 %, ce qui est le taux le plus élevé de toutes les substances élastiques connues. La résiline est couramment utilisée dans la fabrication des chaussures de course des athlètes et dans la réparation des artères en chirurgie vasculaire.
Chez la puce, la résiline forme un coussinet-ressort qui est comprimé durant la flexion de la coxa, puis brutalement libéré par le relâchement d'un crochet situé sur le 2e sternite abdominal, et ancré sur la coxa III.
Le début du mouvement lors du saut est discuté. D’après Gregory Sutton et Malcolm Burrows, de l’université de Cambridge, qui ont pu observer les caractéristiques du saut à l'aide de caméras à haute vitesse, les puces prennent appui sur le bout des pattes arrière, et pas seulement sur la partie haute de la jambe. D'autres considèrent que la puce commence son mouvement à partir du trochanter, puis du fémur, et non du tarse.
Le saut de puce peut faire près de 30 cm de haut pour une puce de 2 mm (en moyenne 7 à 10 cm en hauteur et 15 cm en longueur). Il se termine par une réception sur les pattes qui font « airbag » (voir ci-avant, système respiratoire au niveau du thorax).
D'autre part, les « performances » entre vertébrés et arthropodes ne sont pas comparables. Outre la présence de la résiline chez la puce, il faut tenir compte de l'exosquelette, d'une innervation neuromusculaire des arthropodes différente de celle des vertébrés, et de la relation longueur-tension d'un muscle.

### Repas
Si la puce ne trouve pas son premier hôte, elle peut survivre en réduisant son métabolisme, pour un jeûne qui peut durer plusieurs mois, si les conditions de température et d'hygrométrie sont favorables.
Au cours d'un repas, une puce mâle absorbe 0,9 mm3 de sang, et 1,4 mm3 pour une femelle (cas de Xenopsylla cheopis). Le repas dure de 2 à 5 min, et leur rythme varie selon les espèces : tous les 2 à 4 jours pour les puces qui vivent dans les nids, jusqu'à 3 à 4 par jour et plus pour les puces qui vivent sur l'hôte.
Après un premier repas, les puces résistent moins bien à un jeûne éventuel. La longévité d'une puce adulte varie selon les espèces et le sexe, en moyenne elle est de 10 mois, les femelles vivant plus longtemps que les mâles,.

### Rapports avec l'hôte
Les puces sont le plus souvent associées avec des hôtes qui vivent dans des abris : c'est le cas de la plupart des oiseaux et des rongeurs, des marsupiaux, de certains carnivores, des chauves-souris… et de l'humain. Inversement, la plupart des ongulés ne sont pas, ou moins parasités par les puces, sauf conditions particulières (promiscuité des hôtes, taux de reproduction des puces très élevé…).
Trois grands types de contact avec l'hôte sont distingués, :
- les puces « de fourrure » : ce sont des espèces qui vivent en permanence sur l'hôte, tout en s'y déplaçant. Elles ne quittent l'hôte que pour passer immédiatement sur un autre hôte, ce sont les plus adaptées au saut. C'est notamment le cas de puces de certains petits mammifères et de puces de l'humain ;
- les puces « nidicoles » (à hôte nidicole) : ce sont des espèces qui séjournent toute leur vie dans l'abri de l'hôte (terrier, litière, nid…), et ne vont sur l'hôte que le temps d'un repas de sang (tous les 2 à 4 jours en moyenne). Il s'agit surtout de puces d'oiseaux. Elles sont à déplacement lent, et sautent en général moins bien ;
- les puces « sédentaires » : ces espèces ont des pièces buccales qui servent non seulement à piquer, mais aussi à rester fixées sur l'hôte en un seul point, de façon permanente. C'est le cas de certaines puces de rat, de lapin ou de volaille qui restent fixées près des yeux, du museau ou des oreilles. D'autres espèces se sont adaptées au point de vivre entièrement dans le derme, sans communication avec l'extérieur, sauf au niveau de l'orifice de ponte. C'est notamment le cas des puces-chiques, dont la plus connue est Tunga penetrans qui parasite l'humain.

### Spécificités et transferts
Au cours de l'évolution, les puces se sont adaptées à leurs hôtes. Certaines puces ont un renforcement céphalique qui favorise la pénétration dans la fourrure, et sont dites « puces à casque ». Les griffes terminales des puces d'oiseaux sont différentes de celles des mammifères, et chez les mammifères l'écart entre les deux « doigts » de chaque griffe est proportionnel au diamètre des phanères de l'hôte : très étroit chez les puces parasitant des fourrures soyeuses ou très large chez les puces parasitant des hôtes à poils rugueux.

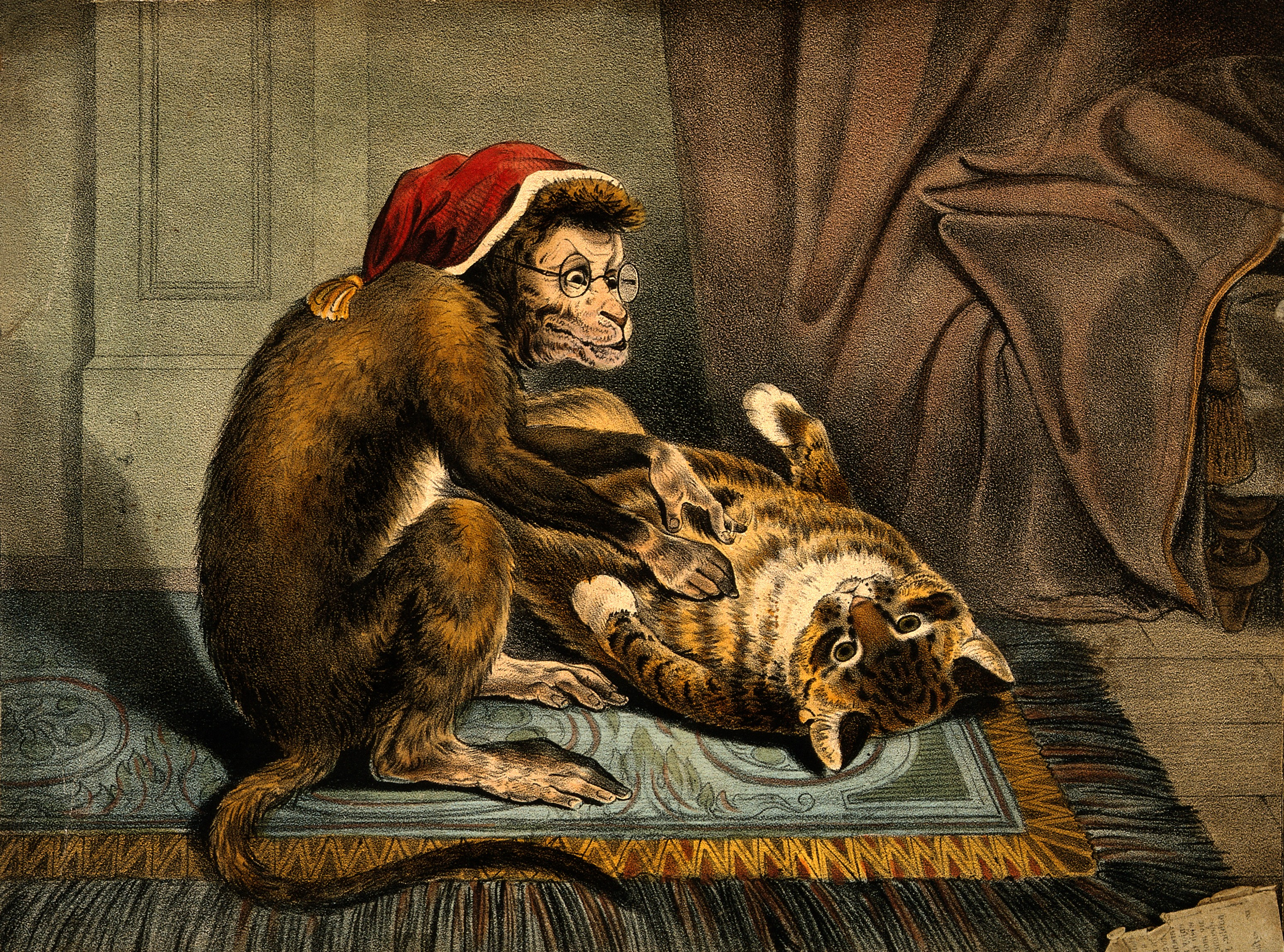
Singe-médecin épuçant son chat-patient. Lithographie britannique du XIXe siècle.

Les puces ont des hôtes préférentiels, mais rarement spécifiques de façon exclusive. Les quelques exemples de spécificité stricte sont Ceratophyllus sciurorum, parasite exclusif de l'écureuil, ou Ceratophyllus hirundinis qui ne parasite que l'hirondelle. D'autres ont une spécificité élargie Ischopsyllus simplex aux chauves-souris, ou Ceratophyllus gallinae aux oiseaux.
Dans la plupart des cas, la spécificité est très relative. Différentes espèces de puces peuvent se retrouver sur un même hôte par un phénomène de transfert ou capture, notamment lorsque les puces passent de la proie au prédateur. En zone holarctique, certaines puces d'oiseaux ou de rongeurs passent sur la fouine ou l'hermine.
La spécificité des puces est plus souvent liée au milieu qu'à l'hôte en tant qu'espèce. Par exemple les puces de rongeurs péri-domestiques ou d'animaux domestiques (chien, chat…) peuvent piquer l'humain par partage du même biotope. Des hôtes potentiels ou alternatifs sont possibles dans un même milieu, par exemple en fonction de l'altitude.
À Madagascar, le rat noir Rattus rattus est porteur de différentes puces selon son biotope : à l'intérieur des maisons, il est porteur de Xenopsylla cheopis (« La » puce du rat), à l'extérieur des maisons, dans le village, de Synopsyllus fonquierniei (puce de rongeurs), et en forêt d'autres puces de rongeurs et de tenrecs.
Au total, 6 % des espèces actuelles de puces parasitent les oiseaux, et 74 % parasitent des rongeurs, mais il y a un biais de recensement possible, car les rongeurs ont été les plus étudiés à cause de la peste.

## Puces synanthropes
Les puces synanthropes sont les puces qui vivent à proximité des humains. La plupart sont associées aux rongeurs péridomestiques et aux animaux domestiques. À proprement parler il n'existe pas de « puce de l'humain », c'est-à-dire spécifique-exclusive aux humains, mais plutôt des puces de l'environnement humain. Les principales sont, :

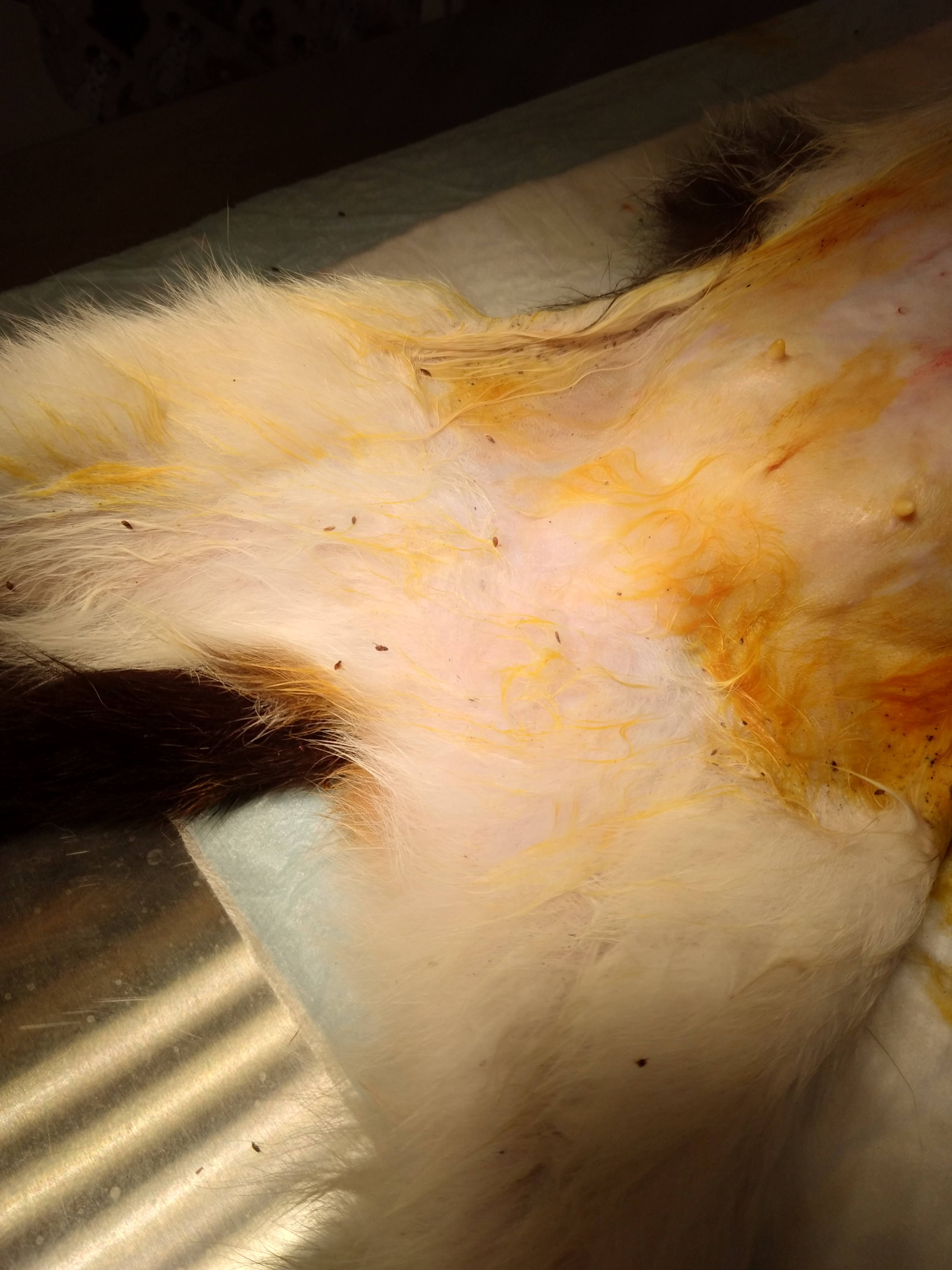
Puces sur un chat, mises en évidence lors d'une stérilisation.

- Pulex irritans (ou puce de parquet, puce de plancher ou puce des bois), est dite « puce de l'humain ». De répartition mondiale, elle est à l'origine une puce du renard, mais elle peut attaquer de nombreux mammifères, notamment les chiens et les chats ;
- Ctenocephalides felis ou « puce du chat ». Elle se trouve dans la plupart des régions tempérées et tropicales, mais elle parasite aussi le chien, les rongeurs, la volaille. C'est la puce la plus fréquente des habitations humaines ;
- Ctenocephalides canis ou « puce du chien ». Elle est relativement spécifique aux canidés sauvages et domestiques. C. felis et C. canis sont très proches, et parfois confondues (une puce trouvée sur un chien n'est pas forcément une « puce de chien », et la « puce du chat » serait la plus fréquente chez le chien) ;
- Xenopsylla cheopis ou « puce du rat (oriental) ». Elle se trouve en zone tropicale et sud-méditerranéenne, en climat humide, qui pique accidentellement l'humain (à défaut de rat), et qui joue le rôle de vecteur principal de la peste. En Amérique du sud on trouve Xenopsylla brasiliensis chez les rats liés à l'humain, notamment dans les ports ;
- Nosopsyllus fasciatus ou « puce du rat (nordique) ». Elle se trouve en zone tempérée, elle pique l'humain de façon occasionnelle (plus rarement que X. cheopis) ;
- Tunga penetrans : la puce-chique ;
- Ceratophyllus gallinae et Echidnophaga gallinacea sont des puces de volailles ; E. gallinacea peut aussi infester des mammifères.

## Pouvoir pathogène des puces

### Nuisances

#### Piqûre de puce

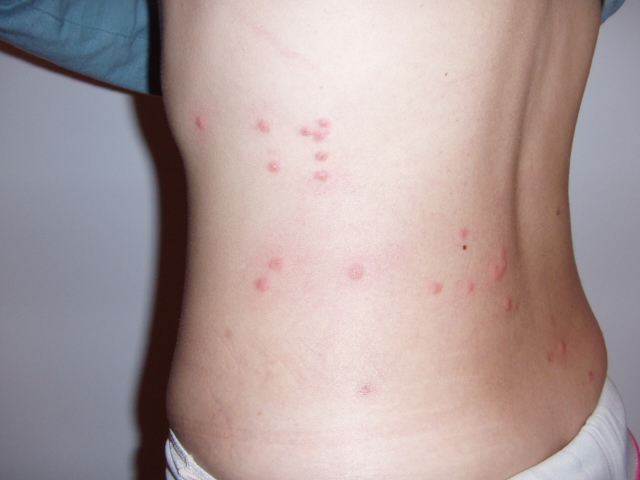
Lésions papulaires groupées, après piqûres de puce.

Chez l'animal, les puces sont souvent bien tolérées par exemple par le chat ou le rat, bien que des pulicoses allergiques puissent apparaître avec un prurit important, dégénérant éventuellement en dermatose allergique avec lésions cutanées importantes (de type eczéma, souvent surinfectées). Des états plus graves, voire mortels, ont été décrits chez de jeunes moutons ou de veaux en élevage avec pullulation de puces.
Chez l'humain, une piqûre de puce cause d'abord une hémorragie ponctuelle, qui peut se répéter car la puce se déplace sur la peau pour piquer à nouveau. Il existe une hypersensibilité retardée à la salive injectée par la puce, d'où presque toujours un prurit intense suivie d'une réaction locale à type de papule centrée sur chaque piqûre. Cette papule atteint son maximum en 5 à 30 minutes et peut persister jusqu'à 12–24 h. Des surinfections peuvent survenir par lésions de grattage. Après une piqûre de puce, le prurit intense est le principal motif qui pousse le patient à consulter.
La sensibilité des individus aux piqûres de puce est variable. Chez les plus sensibles, les réactions sont plus rapides et peuvent persister durant une semaine et plus. Des cas très graves ont été observés chez des personnes grabataires.

#### Tungose
Les Tungidae (Pulicoidea) ou « puces chiques » sont des parasites permanents à l’état adulte : les femelles s’enfoncent dans la peau, généralement des pieds, se gorgent de sang, développent une volumineuse ponte qui se répand à la mort de la femelle.

### Transmissions de maladies
Les puces transmettent de nombreuses maladies vectorielles dont des zoonoses (notamment la peste). Les puces percent directement les vaisseaux sanguins pour se nourrir de sang, d'où deux voies principales de transmission : par voie orale (la puce régurgite son repas de sang) et par voie fécale (les fèces infectés de la puce, par exemple via les lésions de grattage).

#### Peste
Les puces transmettent la peste d’un rongeur à l’autre (cycle sauvage) et le bacille pesteux (Yersinia pestis) passe accidentellement à l’humain, provoquant — avant l'utilisation des antibiotiques — des épidémies catastrophiques. Les principales espèces impliquées dans la transmission de la peste sont : Xenopsylla cheopis, Xenopsylla brasiliensis, Nosopsyllus fasciatus et en Asie Xenopsylla astia ; le rôle de Pulex irritans reste controversé.

#### Autres infections bactériennes
Les principales rickettsies associées aux puces sont le typhus murin par Rickettsia typhi et la fièvre boutonneuse à puces ou « typhus du chat » par Rickettsia felis (en).
Les puces peuvent être vectrices de bartonella, notamment de Bartonella henselae (agent de la maladie des griffes du chat, dont la voie principale est la morsure ou griffure de chat) et de Bartonella quintana (agent de la fièvre des tranchées, dont le vecteur principale est le pou de corps, la puce étant un vecteur secondaire).
La puce du lapin (Spillopsyllus cuniculi) est parfois mentionnée dans la transmission occasionnelle de Francisella tularensis (agent de la tularémie), mais son rôle épidémiologique dans cette maladie serait mineur.

#### Parasites et virus
Il s'agit surtout de transmission mécanique, ou de transmission indirecte par ingestion de puce ou de fèces de puces.
Les puces peuvent transmettre des trypanosomes de rongeurs, comme Trypanosoma lewisi (en) chez le rat. Les cas humains sont très rares.
Des puces peuvent transmettre indirectement des parasites du genre Hepatozoon (en) chez les rongeurs. La transmission ne se fait pas par piqûre, mais par ingestion de puces lorsque les rongeurs font leur toilette.
Des helminthes peuvent être transmis par des puces lors d'ingestion accidentelle, par un chien ou un chat, de puces infectées (lors de grattage ou léchage par toilette), comme Dipylidium caninum et Rodentolepis nana. La contamination peut se faire chez l'humain par léchage du visage ou des mains par un chien (qui vient de se lécher en étant porteur de puces infectées). Les puces de carnivores peuvent transmettre des filaires sous-cutanées comme le nématode Acanthocheilonema (Dipetalonema) reconditum chez le chien, le plus souvent inoffensif chez l'humain.
En principe, les puces ne sont pas impliquées dans la transmission des arboviroses dans la mesure où l'on n'a pu démontrer une transmission biologique et une réplication virale dans la puce (rôle actif d'amplificateur dans un cycle biologique parasitaire). En revanche, il existe bien une transmission mécanique (où la puce agit comme une « seringue infectée »), occasionnelle et transitoire, nécessitant une forte densité d'hôtes et de puces. Les quelques maladies virales transmises ainsi (ou en discussion) sont vétérinaires, la plus importante et la mieux reconnue étant la myxomatose du lapin.

## Systématique

### Vue d'ensemble
|  | \| \| Megaloptera \| \| \| \| \| \| Raphidioptera \| \| \| \| \| \| Neuroptera \| \| \| \| |
|  |                                                                                            |
|  | Coleoptera                                                                                 |
|  |                                                                                            |
|  | Megaloptera                                                                                |
|  |                                                                                            |
|  | Raphidioptera                                                                              |
|  |                                                                                            |
|  | Neuroptera                                                                                 |
|  |                                                                                            |

|  | Megaloptera   |
|  |               |
|  | Raphidioptera |
|  |               |
|  | Neuroptera    |
|  |               |

|  | Strepsiptera |
|  |              |

|  | Diptera      |
|  |              |
|  | Mecoptera    |
|  |              |
|  | Siphonaptera |
|  |              |

|  | Trichoptera |
|  |             |
|  | Lepidoptera |
|  |             |

|  | Diptera      |
|  |              |
|  | Mecoptera    |
|  |              |
|  | Siphonaptera |
|  |              |

|  | Trichoptera |
|  |             |
|  | Lepidoptera |
|  |             |

|  | Hymenoptera |
|  |             |

|  | Diptera      |
|  |              |
|  | Mecoptera    |
|  |              |
|  | Siphonaptera |
|  |              |

|  | Trichoptera |
|  |             |
|  | Lepidoptera |
|  |             |

|  | Diptera      |
|  |              |
|  | Mecoptera    |
|  |              |
|  | Siphonaptera |
|  |              |

|  | Trichoptera |
|  |             |
|  | Lepidoptera |
|  |             |

|  | Hymenoptera |
|  |             |

|  | \| \| Megaloptera \| \| \| \| \| \| Raphidioptera \| \| \| \| \| \| Neuroptera \| \| \| \| |
|  |                                                                                            |
|  | Coleoptera                                                                                 |
|  |                                                                                            |
|  | Megaloptera                                                                                |
|  |                                                                                            |
|  | Raphidioptera                                                                              |
|  |                                                                                            |
|  | Neuroptera                                                                                 |
|  |                                                                                            |

|  | Megaloptera   |
|  |               |
|  | Raphidioptera |
|  |               |
|  | Neuroptera    |
|  |               |

|  | Strepsiptera |
|  |              |

|  | Diptera      |
|  |              |
|  | Mecoptera    |
|  |              |
|  | Siphonaptera |
|  |              |

|  | Trichoptera |
|  |             |
|  | Lepidoptera |
|  |             |

|  | Diptera      |
|  |              |
|  | Mecoptera    |
|  |              |
|  | Siphonaptera |
|  |              |

|  | Trichoptera |
|  |             |
|  | Lepidoptera |
|  |             |

|  | Hymenoptera |
|  |             |

|  | Diptera      |
|  |              |
|  | Mecoptera    |
|  |              |
|  | Siphonaptera |
|  |              |

|  | Trichoptera |
|  |             |
|  | Lepidoptera |
|  |             |

|  | Diptera      |
|  |              |
|  | Mecoptera    |
|  |              |
|  | Siphonaptera |
|  |              |

|  | Trichoptera |
|  |             |
|  | Lepidoptera |
|  |             |

|  | Hymenoptera |
|  |             |

L'ordre des Siphonaptera est proche des Mecoptera et, de manière plus éloignée, des Diptera. Des données morphologiques et moléculaires permettent de rapprocher les puces des Boreidae, dites parfois « puce des neiges » (snow-flea) comme Boreus hyemalis, mais cette appellation populaire est commune à divers insectes de familles différentes. Les Boreidae ont la faculté d'effectuer des sauts, et leurs femelles n'ont pas d'ailes.
La systématique des puces s'appuie sur de nombreux caractères, dont des paramètres génitaux (examen des segments abdominaux), beaucoup d'espèces se différencient par des caractères externes (disposition des soies et peignes, forme des bords du tibia…).
Dans la deuxième moitié du XXe siècle, la plupart des auteurs regroupaient les puces en deux grands groupes (superfamilles) sur les caractères suivants :
- Pulicoidea : sensilium (organe sensoriel sur le pygidium) avec 8 à 14 fossettes de chaque côté, tibia rn sans dent externe. Ce groupe comporte seulement 2 familles, Pulicidae et Tungidae.
- Ceratophylloidea : sensilium avec 14, plus souvent 16 (ou plus) fossettes de chaque côté, tibia rn portant habituellement une dent pointue apicale du côté externe. Ce groupe comporte 15 familles.

La classification subordinale n'est pas encore fixée. Il existe la dernière classification basée sur la morphologie (proposée en 1998) qui organise les puces en 19 familles, regroupées en 8 superfamilles, elles-mêmes regroupées en 4 sous-ordres, et une classification en cours de discussion, basée sur la génétique moléculaire.
En 2017, la dénomination en familles (-idae) et subdivisions reste susceptible d'évoluer, mais les regroupements (au-dessus de familles) devraient perdurer (lorsque les différences morphologiques correspondent à des branches phylogénétiques).

### Liste de familles et genres
- Coptopsyllidae
- Hystrichopsyllidae — puce des rats et des souris
  - Hystrichopsyllinae
  - Macropsyllinae
- Stephanocircidae
  - Stephanocircinae
  - Craneopsyllinae
- Pygiopsyllidae
- Ctenophthalmidae
- Vermipsyllidae — puce des carnivores
- Rhopalopsyllidae — puce des marsupiaux
- Hypsophthalmidae
- Leptopsyllidae — puce des oiseaux et des lapins
- Ischnopsyllidae — puce de la chauve-souris
- Ceratophyllidae
- Malacopsyllidae
- Pulicidae — puce commune
  - Puliciinae
  - Tunginae — puce chique

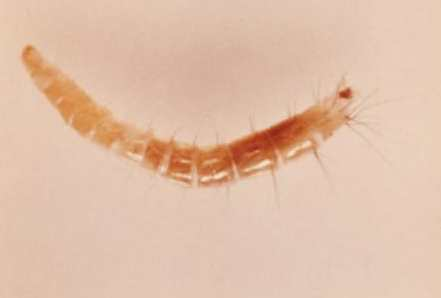
Larve de puce du rat.
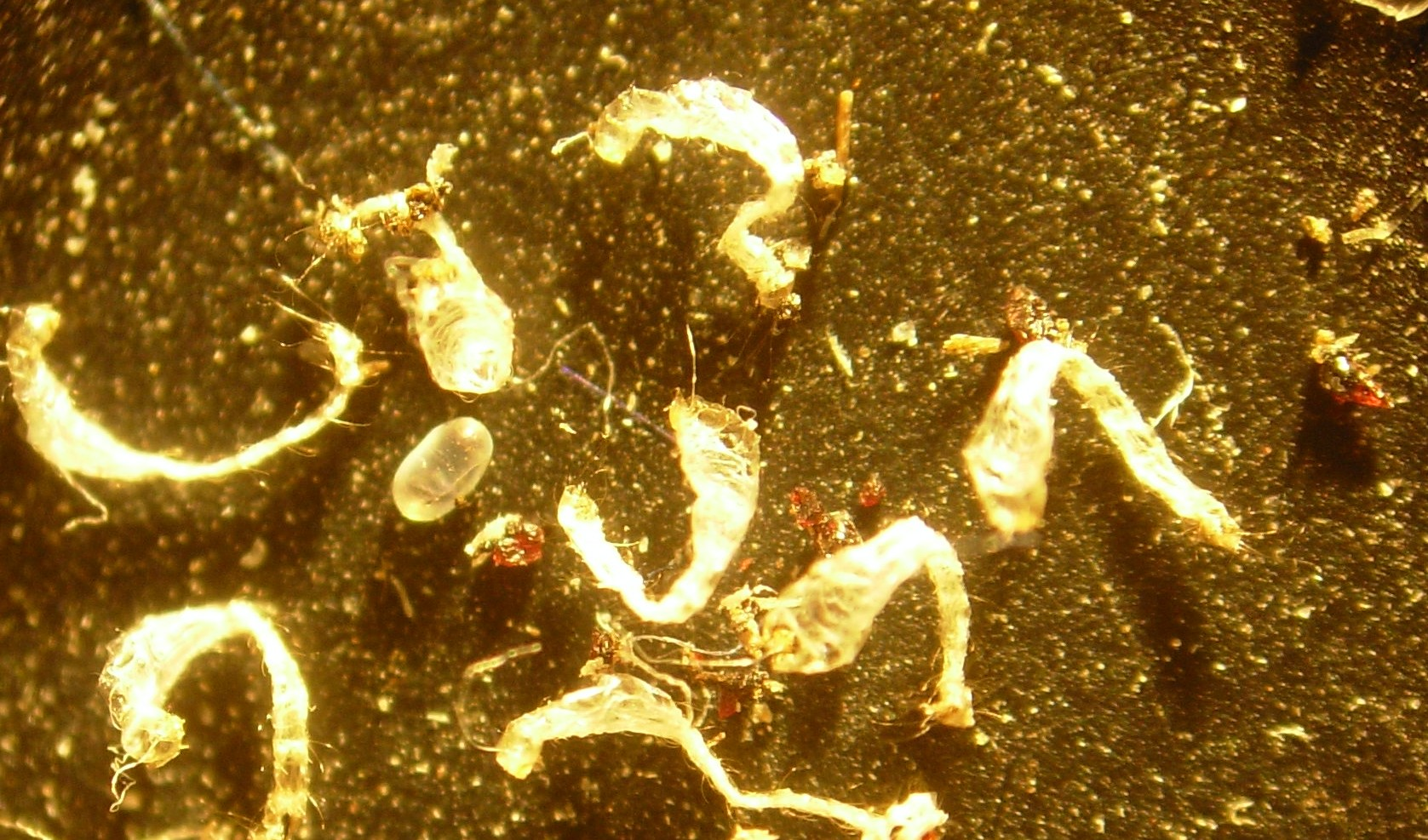
Exuvies de larves de puces (chat, chien)
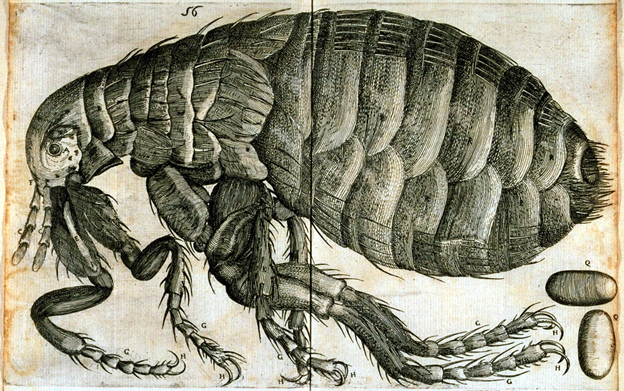
Buonanni Philippo (1638-1725), illustration de 1681.

## Surveillance et contrôle des puces

### Techniques d'études

#### Récolte

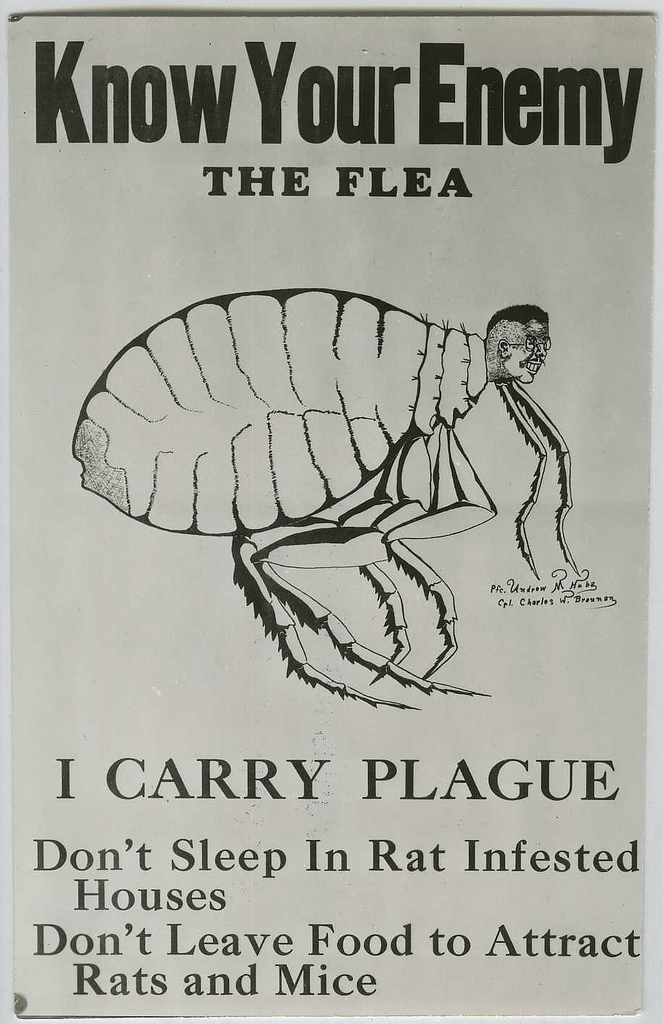
Connais ton ennemi, la puce… [laquelle a la tête de Hiro-Hito]. Affiche du service de santé de l'U.S Army durant la Seconde Guerre mondiale.

Les puces sont récoltées par échantillonnage, soit de puces libres (en dehors de l'hôte), soit de puces présents sur l'hôte.
Les puces libres sont récoltées par appâts piégés. Le principe est de les attirer par un stimulus biologique, physique ou chimique (chaleur, CO2…) placé au centre d'un plan d'eau savonneuse où les puces sautent et coulent pour être récoltées. Il existe d'autres procédés, comme « la technique du drapeau » qui consiste à trainer un leurre (tissu de flanelle claire) sur une surface pour capturer les puces qui s'y trouvent ; ou d'utiliser des aspirateurs adaptés, dans les pièces d'habitations, nids ou terriers.
Les puces sur hôte se récoltent par épuçage. Par exemple, dans le cas d'animaux domestiques de taille moyenne ou petite, par brossage ou soufflage au-dessus d'une bassine remplie d'eau ; pour les gros animaux domestiques, l'animal doit être immobilisé, et anesthésié pour les grands animaux sauvages.
Dans les cas de puces d'oiseaux ou de micromammifères, l'hôte doit d'abord être capturé par piégeage adapté à son espèce. Dans le cadre d'études en zone pathogène active, les manipulateurs sont protégés par le port de vêtements, gants et lunettes, adaptés au risque.

#### Études
Les puces récoltées peuvent être conservées vivantes, en tube de verre pour isolement bactérien ultérieur, ou pour mise en élevage. D'autres sont conservées dans l'alcool pour des études de biologie moléculaire. Les spécimens de puce font l'objet de techniques de préparation et de montage, à l'instar de ce qui se fait en microbiologie.
L'élevage continu de puces est plus ou moins difficile selon l'espèce. L'élevage de Ctenocephalides felis (« puce du chat ») et de Xenopsylla cheopis (« puce du rat ») est relativement facile, alors que l'élevage d'autres espèces est impossible. Au XXIe siècle, l'usage d'animaux vivants pour entretenir des colonies d'insectes hématophages, comme les puces, est de plus en plus délaissé, au profit de techniques de substitution comme le « chien artificiel » mis au point en 1998. Il s'agit d'une enceinte thermo- et hygro-régulée, où l'insecte piqueur se nourrit de sang à travers une membrane artificielle.
Que ce soit pour la capture d'hôtes, ou d'élevage de puce en laboratoire, les chercheurs sont tenus de respecter les législations internationales et locales d'éthique et de conservation des espèces animales.

### Moyens de lutte
Le premier principe est de tenir compte du contexte (épidémie en zone d'endémie pesteuse ; cas sporadiques ou locaux liés à une promiscuité humains-rats ; contrôle des animaux de compagnie…), et d'adapter les combinaisons de moyens en conséquence (Insecticides, raticides, salubrité…).

#### Contexte épidémique
En situation épidémique, la priorité est en général la lutte directe contre les puces, puis la réduction des contacts entre rongeurs et populations (réduction du nombre de rongeurs, ou maintien à distance de ceux-ci). Ceci est lié au fait que les puces de fourrure quittent leur hôte au moment de sa mort, à la recherche d'un hôte de substitution, avec un risque de déplacer le parasitisme vers des populations humaines ou d'autres animaux sensibles.
Les insecticides sont utilisés sous forme de poudre à pulvériser, en tenant compte des résistances. L'expérience montre qu'après 10 à 15 ans d'utilisation d'un nouvel insecticide, une résistance apparaît qui oblige à utiliser une nouvelle classe d'insecticide. Les insecticides sont donc utilisés en rotation ou en association, et réservés uniquement en cas de risque de transfert d'une épidémie animale (épizootie) vers des populations humaines (épidémie).
Après la réduction des populations de puces, les raticides à action retardée (comme les anticoagulants) sont utilisés de préférence pour que les rongeurs aillent mourir à distance des habitations. Le but est de faire en sorte que la libération des puces résiduelles se fasse aussi à distance. Cependant, avec le temps, les rats développent aussi des résistances et apprennent à éviter les poisons (surtout ceux à action rapide).
Il est alors nécessaire, pour des résultats durables, d'intervenir sur le milieu et les conditions de vie : amélioration de l'habitat, adaptation des habitudes agricoles… comme d'éviter le battage traditionnel à proximité des maisons, ou à l'inverse le retour à l'usage traditionnel du grenier ou du silo, le but étant de réduire les contacts entre humains et rats.

#### Contexte domestique
Les produits contre les ectoparasites des animaux de compagnie (chien et chat) représentent une part majeure et croissante du marché des médicaments vétérinaires.
Sur l'animal lui-même, les insecticides se présentent sous des formes diverses : poudre, aérosol, lotion, shampoings de courte durée d'action. Les colliers ou les applications en pipette « spot-on » sont de plus longue durée et le plus souvent utilisés.
Contre les larves, nymphes et puces adultes libres vivant dans l'habitat, on associe un insecticide contre les adultes, et des produits inhibiteurs de croissance des stades larvaires. Ce traitement doit être précédé d'une aspiration de la pièce traitée, et du lavage de la couverture ou du coussin où l'animal se repose.
Nombre de produits utilisent des huiles essentielles non toxiques pour l'humain et son environnement mais dont l'efficacité est plus que limitée. Parmi celles-ci on retrouve le plus souvent : les huiles essentielles de lavande, d'eucalyptus et de citronnelle. Autrefois, on se débarrassait des puces à l'aide de plantes telles que l'absinthe, la pédiculaire des marais et l'aristoloche clématite.

#### Recherches
Pour un article plus général, voir Lutte biologique.
Il est envisagé de modifier le pouvoir vectoriel des puces en agissant sur leurs microbes symbiotiques, à l'exemple de Wolbachia chez le moustique Aedes aegypti, Wolbachia ayant été retrouvé sur plusieurs espèces de puces.
À la date de 2016, le génome complet de Xenopsylla cheopis, vecteur historique de la peste et se reproduisant en colonie (élevage de laboratoire), n'a pas été publié. La possibilité d'utiliser des puces OGM, avec réduction du pouvoir de transmettre des maladies, reste théorique pour l'instant.

## Utilisation en tant qu'arme biologique

### Guerre japonaise

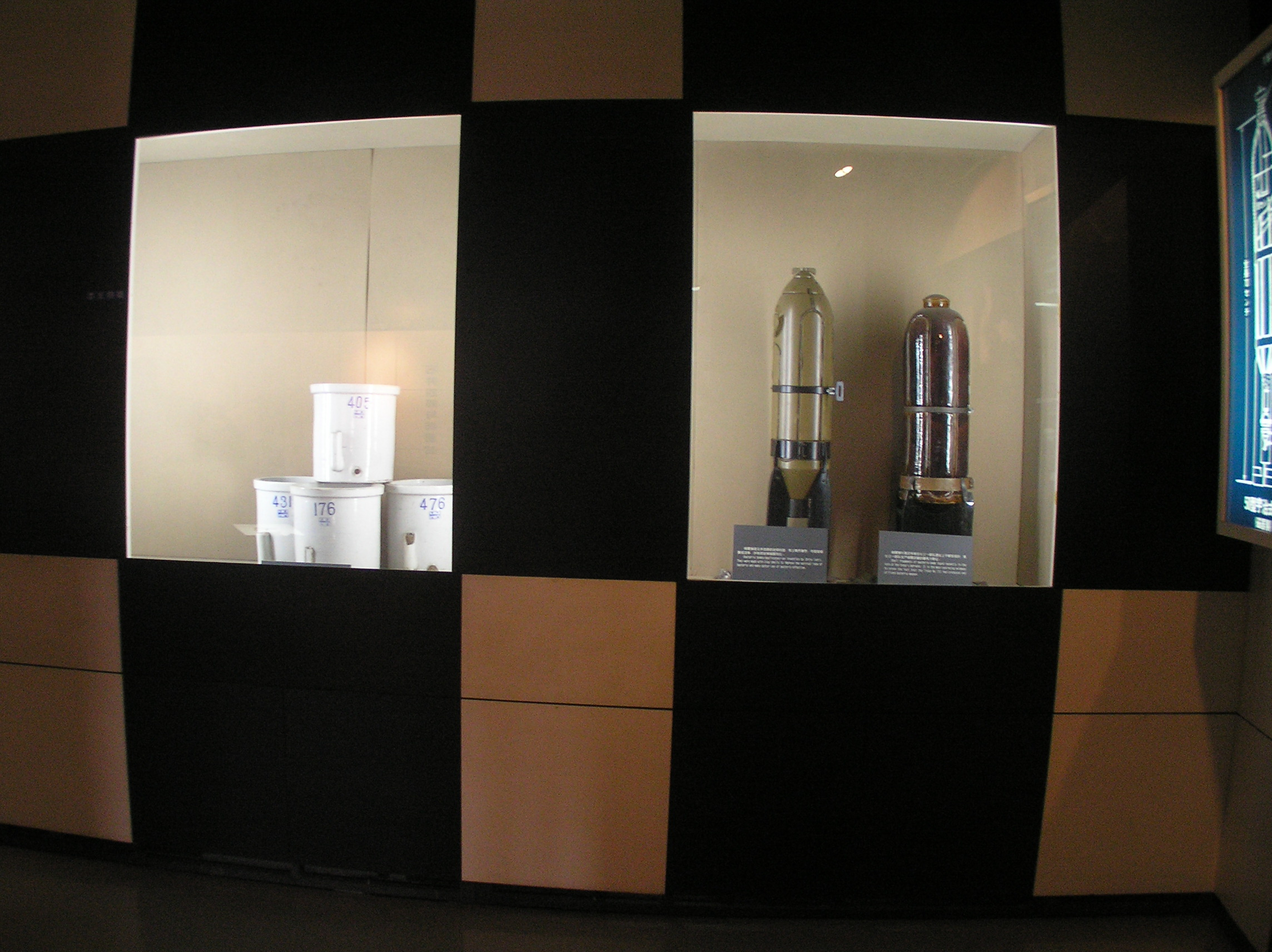
Exposition mémorielle sur le site du centre de recherches de l'Unité 731, près de Harbin (photo prise en 2008).

La puce a été étudiée par les Japonais comme arme de guerre à partir de 1935 à la suite des travaux du bactériologiste et colonel Shiro Ishii et de son unité 731 en Mandchourie, près de Harbin. De 1939 à 1942, la peste et autres maladies, ont fait l'objet d'expériences sur au moins 1 000 cobayes humains, pour la plupart chinois de la population locale, mais aussi prisonniers soviétiques, et probablement européens et américains. Des rats infestés de puces porteuses de peste ont été relâchés au sol dans des zones chinoises, ou des « bombes à puces » larguées par avion,.
Le nombre de morts est estimé à plusieurs milliers, dont plusieurs soldats japonais, victimes de la difficulté de contrôler les conséquences de telles armes biologiques. Lors de la capitulation du Japon en 1945, personnel scientifique et travaux furent partagés, ou espionnés, entre l'URSS et les États-Unis, non en vue de jugements pour crimes de guerre mais pour poursuivre les recherches. En URSS, des procès ont eu lieu, mais contre des japonais de second rang, jugés coupables mais avec peines légères.
Après 1945, les programmes américain et soviétique d'armes biologiques se sont orientés vers la diffusion directe, en aérosol, de bactéries (Yersinia pestis), pour diminuer le caractère aléatoire ou imprévisible de l'utilisation de puces.

### Guerre froide
Il existe un débat sur le fait de savoir si des armes biologiques ont été utilisées durant la guerre froide. Par exemple, les américains auraient déclenché des épidémies de peste par puces lors de la guerre de Corée (1950–1953), puis de la guerre du Viêt Nam (1965–1975); de même les Chinois pour l'invasion du Tibet (1950–1951); les Soviétiques lors de la guerre d'Afghanistan (1979–1989) ; ou sous la dictature des Khmers rouges au Cambodge (1975–1979),.
Du point de vue du chercheur en histoire contemporaine, ces allégations sont difficiles à prouver, par manque de données microbiologiques et épidémiologiques, les secrets militaires, les propagandes et contre-propagandes intensives au cours de la guerre froide.

## Histoire culturelle

### Antiquité

#### Égypte
En Égypte ancienne, les puces sont rarement mentionnées, le plus souvent confondues dans l'ensemble des bestioles nuisibles. Selon Bardinet, le terme puce s'écrit pwy composé d'au moins deux signes déterminatifs, l'un générique pour les animaux, l'autre pour « les espèces volantes et sautantes ». Sur un texte d'un sarcophage du Moyen-Empire, le scribe a ajouté une représentation de l'insecte pour plus de précision.
La puce est un animal Séthien : le dieu Seth est capable de se transformer en puce pour mieux attaquer Osiris. La puce est aussi la marque de la puissance créatrice du dieu Amon, capable de donner vie à des êtres infimes. Des papyrus médicaux donnent des recettes pour chasser les puces, comme l'eau de natron, il s'agirait plutôt d'un emprunt à des rituels de purification que d'un constat d'efficacité.

#### Grèce
En Grèce antique, la puce est ψύλλας, terme qui sera repris en latin par pulex. Sa racine indo-européenne serait *b(h)lus- qui a donné aussi le terme anglais flea et allemand floh.
Aristote pensait que les puces apparaissent par génération spontanée, à partir « d'une infime pourriture » (Histoire des animaux, V, 31). La puce est alors associée à la misère, à la saleté, surtout celle des autres.
Aristophane en fait un thème de comédie et de satire. La puce est associée à la futilité, comme le sujet philosophique de la mesure du saut de puce ; à la fréquentation intéressée du « pique-assiette », celui qui s'installe pour manger à la table des autres. La puce illustre la maladresse et la faiblesse des humains : la puce échappe aux doigts de celui qui cherche à l'écraser. Les dieux aident l'athlète victorieux, mais aucun dans son combat contre ses propres puces.
Le terme puce désigne aussi, de façon hypocoristique, les jeunes filles de petite taille. Dans Les Thesmophories une danseuse sur peau de chèvre est comparée à une puce bondissante.

#### Monde romain et antiquité tardive

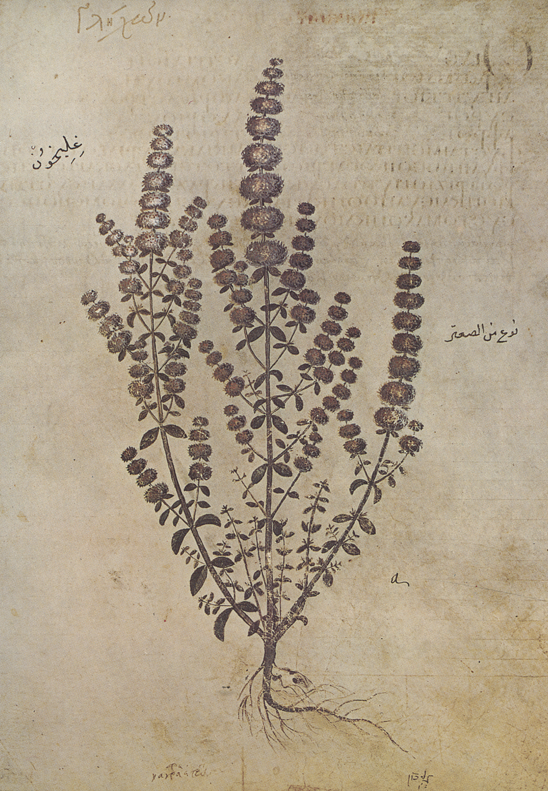
La menthe pouliot dans le Dioscoride de Vienne, VIe siècle, (manuscrit grec avec des annotations en arabe).

Les auteurs latins parlent peu des puces, dont la piqûre est considérée comme un désagrément bénin. Pour eux, ce sont les poux et la gale qui sont dignes d'une attention médicale, car ces animalcules sont engendrés par le corps humain (pourriture des humeurs) alors que les puces et punaises naissent à partir de pourritures extérieures, ce qui est du domaine de l'entretien domestique.
Aussi les quelques recettes romaines contre les puces se trouvent chez des non-médecins, comme l'encyclopédiste Pline l'Ancien, et des auteurs mineurs plus tardifs qui donnent des recettes de type magique. Une recette magique de Pline est de répandre sur le sol de la terre prélevée à l'endroit où l'on a entendu pour la première fois le coucou (Histoire naturelle, XXX, 85). D'autres auteurs proposent de creuser un trou sous le lit, et de le remplir de sang de chèvre, pour attirer et détourner les puces.
Pour se débarrasser des puces, les romains procédaient par aspersion ou fumigation de la maison. Les produits utilisés pour l'aspersion étaient l'eau de mer, du bouillon ou de l'eau de macération de plantes (sureau, inule, menthe pouliot, coriandre, sariette… et autres plantes aromatiques). Les mêmes plantes pouvaient être utilisées en fumigation.
Dans les œuvres médicales de l'Antiquité tardive, la « vermine de l'homme », dont la puce, est un thème très fréquent, présent dans des encyclopédies médicales comme celles d'Oribase, d'Aétios d'Amida, d'Alexandre de Tralles et de Paul d'Égine.
Dans l'encyclopédie d'Isidore de Séville du VIIe siècle Etymologiae, la nature de la puce s'explique par une étymologie imaginaire : le latin pulex (puce) est rapproché phonétiquement du latin pulver (poudre), donc la puce est bien engendrée dans la poudre (la poussière). Cette explication sera reprise jusqu'au XVIIe siècle.

### Moyen-Âge

#### Byzance
Dans l'Empire byzantin, la puce est présente dans la littérature religieuse, notamment l'hagiographie rédigée par Sophronios (VIIe siècle) sur les miracles de Cyr d'Alexandrie du IVe siècle. Ce saint était capable, après sa mort, de commander aux puces de piquer une mécréante et de la convertir. Ce serait un premier exemple de « retournement positif » de la puce, vue comme une combattante de la sainteté et un instrument de justice.
Dans les Géoponiques, une encyclopédie byzantine compilée au Xe siècle, tout un chapitre est consacré aux puces. L'ouvrage reprend les recettes d'aspersions de la maison contre les puces, quelques produits se distinguent : l'absinthe, le concombre sauvage et l'amurque (marc d'olive). Dans le monde byzantin, les pratiques magiques sont courantes, et pour se protéger des puces, il faut aussi porter des pattes de lièvre, ou tracer un cercle sur le sol « avec un couteau en fer dont il vaudrait mieux qu'il ait servi à un meurtre ». Ici, par proximité magique de la puce au sang, et du sang au meurtre, la puce participe à l'impureté.

#### Islam médiéval

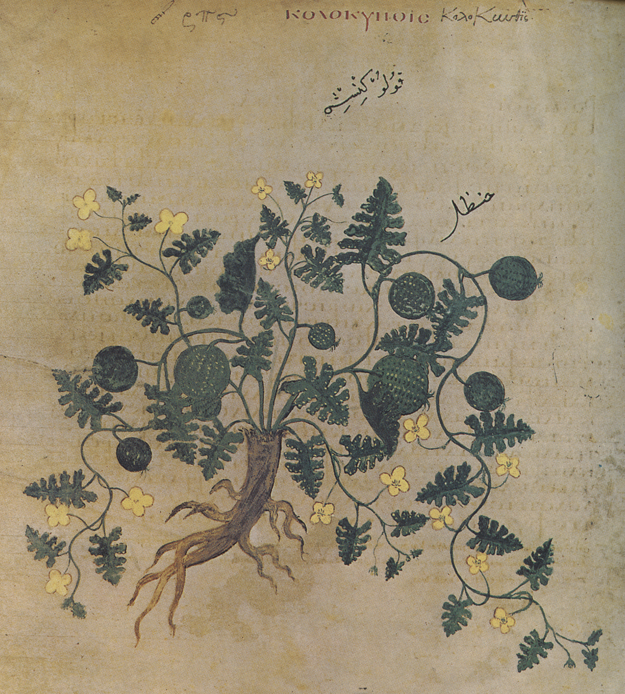
La coloquinte dans le Dioscoride de Vienne.

La puce est al-burgut ou baragit au pluriel. Elle fait partie des hawam, terme générique imprécis désignant les « nuisibles qui rampent », par opposition aux dabab « nuisibles qui volent ». La puce est parfois mentionnée dans des textes littéraires comme le Livre des avares de Al-Jahiz, dans un récit comique mettant en scène un avare qui préférait dormir « sur un lit de roseau écorcé car les puces glissent sur cette surface lisse et polie ».
Pour les médecins, la puce naît à partir de l'humidité et de la chaleur, aussi la région de Bagdad, relativement plus sèche et plus froide, est plus saine que celle des rives du Nil. Quoique la puce soit d'origine extérieure, il convient non seulement de traiter la maison, mais aussi soi-même. Avicenne propose une saignée préalable, éviter la figue et manger de l'ail, et une hygiène corporelle : bains fréquents à l'eau de mer, frictions avec lotion ou pommade à effet répulsif, changement fréquent de vêtements en préférant le lin et la soie.
D'après différents traités médicaux, les principaux produits anti-puces utilisés pour la maison ou le corps étaient : le caroubier, la coloquinte, le laurier rose et le tribule terrestre. Avicenne conseille aussi de s'entourer d'animaux censés chasser les nuisibles rampants, tels que la cigogne, le paon, le hérisson ou la belette. Lesquels peuvent être, il est vrai, insectivores, mais aussi porteurs eux-mêmes de puces.

#### Occident latin
En Occident chrétien, la puce pose le problème de sa présence dans la nature, au sein de la Création. Elle fait partie des minutis animalibus ou vermes (« vermine de l'homme »). Ce sujet est traité dans des encyclopédies médiévales à partir du XIIIe siècle d'abord celles de Barthélémy l'Anglais et Thomas de Cantimpré, puis d'Arnold de Saxe, de Vincent de Beauvais, d'Albert le Grand, et de Juan Gil de Zamora (es). Ces auteurs reprennent les sources qui leur sont disponibles, et tentent d'intégrer ce savoir dans la révélation chrétienne.

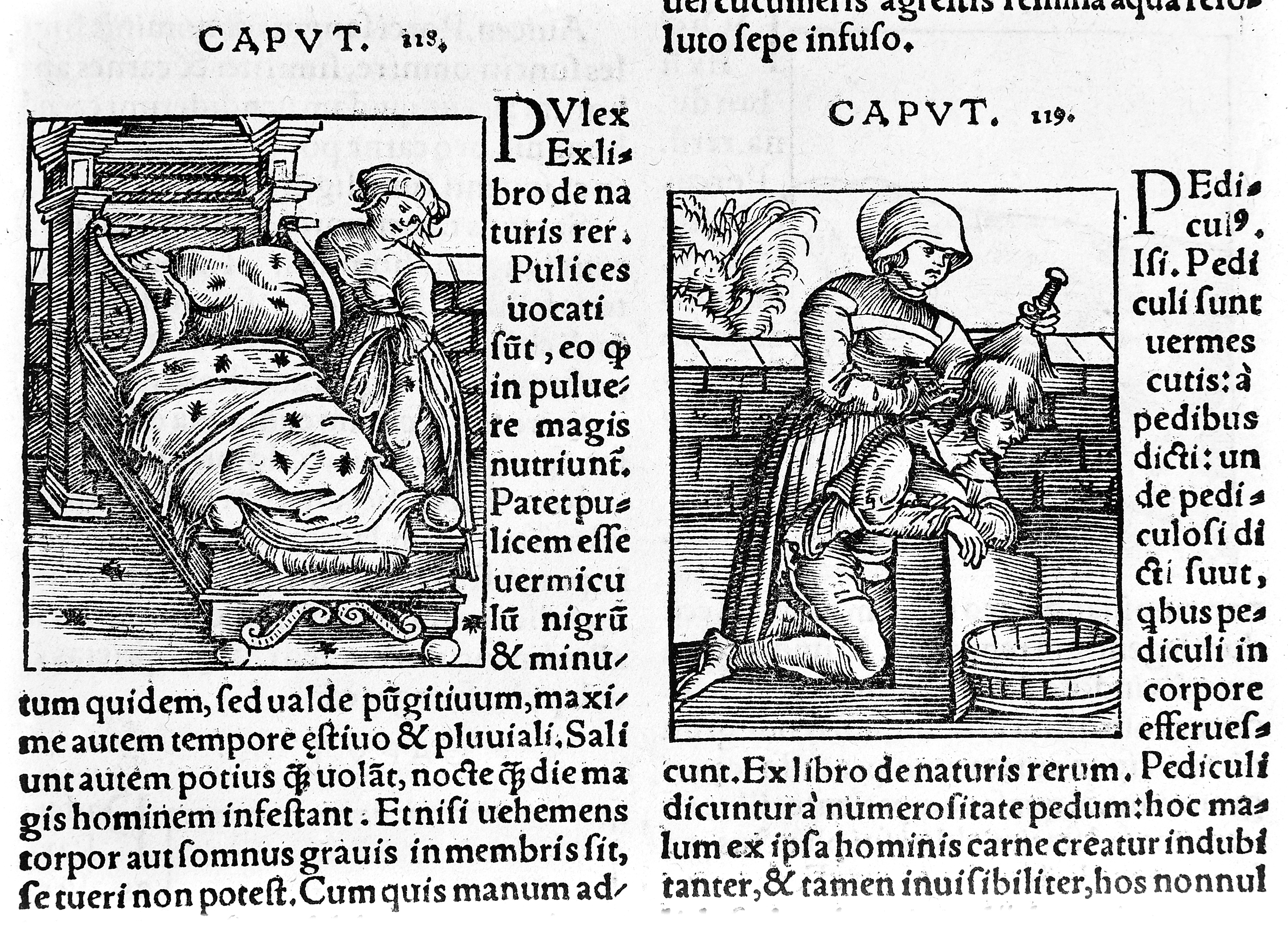
Des puces (ou des punaises ?) plein le lit, et des poux plein la tête. Illustrations du Hortus Sanitatis ou Le Jardin de santé (1485). Les puces peuvent provenir d'avoir uriné dans la poussière, et les poux directement de la tête après avoir mangé trop de figues sèches.

La puce est un animal imparfait ou incomplet, qui n'a pas de sang propre, de génération incertaine, qui apparaît sans coït, à partir de poussières réchauffées et humidifiées (par exemple pisser dans la poussière ou sur des cendres engendre des puces). La puce nait donc de cette poussière, comme la mite des vêtements, la chenille des légumes, le termite dans le bois, l'asticot dans le lard, et le pou de la peau humaine.

Selon Barthélémy L'Anglais, la puce est :
 « Un petit ver d'une étonnante légèreté, fuyant les dangers et s'évadant, non par la course, mais par un saut rapide. Par temps froid, elle ralentit ou meurt, en été elle reprend son insolence (…) Elle a soif de sang, pique et transperce la chair sur laquelle elle s'installe (…) Ceux qui veulent dormir, elle les attaque par sa morsure cruelle, et même les rois, si une petite puce atteint leurs chairs, elle n'a pas l'habitude de leur épargner son harcèlement ».
 Thomas de Cantimpré et Vincent de Beauvais font l'exégèse de la naissance sans accouplement de la puce. Elle renvoie à la naissance virginale du Christ et au Psaume 22, verset 7 « Et moi, je ne suis qu'un ver et non un homme ». La puce est en correspondance symbolique avec le Christ, si elle nait de la putréfaction, elle a été créée après le péché originel. La puce est nuisible et nocive, mais elle prend son sens comme punition instructive. Elle pique et tourmente l'humain pour lui montrer qu'il est faible et vulnérable, et qu'il doit rester humble devant Dieu, y compris les papes et les rois.
Dans une perspective naturaliste, la puce est parfois étudiée dans des traités sur les venins et poisons (Liber de venenis) du XIVe et XVe siècle. Ces textes peuvent ranger la puce parmi les animaux venimeux, mais cette inclusion est discutée : des auteurs précisent que ce venin est « métaphorique », ou bien qu'un poison est ce qui nuit et pas seulement ce qui tue.
Les recettes pour se débarrasser des puces ne diffèrent guère des précédentes, celles d'Avicenne sont le plus souvent reprises. Deux « plantes à puce » prédominent : la coloquinte, broyée dans l'eau, pour asperger les lieux, et l'oléandre ou laurier-rose dont les feuilles posées sur un lit enivrent les puces et les paralysent.
Au Moyen-Âge, les puces et autres ectoparasites ne sont pas encore reconnus comme des parasites (au sens moderne de parasitisme), mais comme des formes, directes ou indirectes, de prolongation du corps humain, le corps consécutif à la chute de l'Homme.

### Renaissance et Âge classique
À la Renaissance, le savoir scientifique sur les puces progresse peu. Elle est cependant vue comme une « merveille de la nature » pour sa petitesse et la puissance de son saut. Thomas Muffet (1552-1604), dans son Theatrum Insectorum, décrit la puce comme ayant « quatre pattes repliées » pour le saut. Il faut attendre le début du XVIIe siècle et l'invention du microscope pour corriger les erreurs d'observation. Les premiers microscopes (lentille simple montée dans un tube ou entre deux lames) sont d'ailleurs appelés « lunette à puces ».

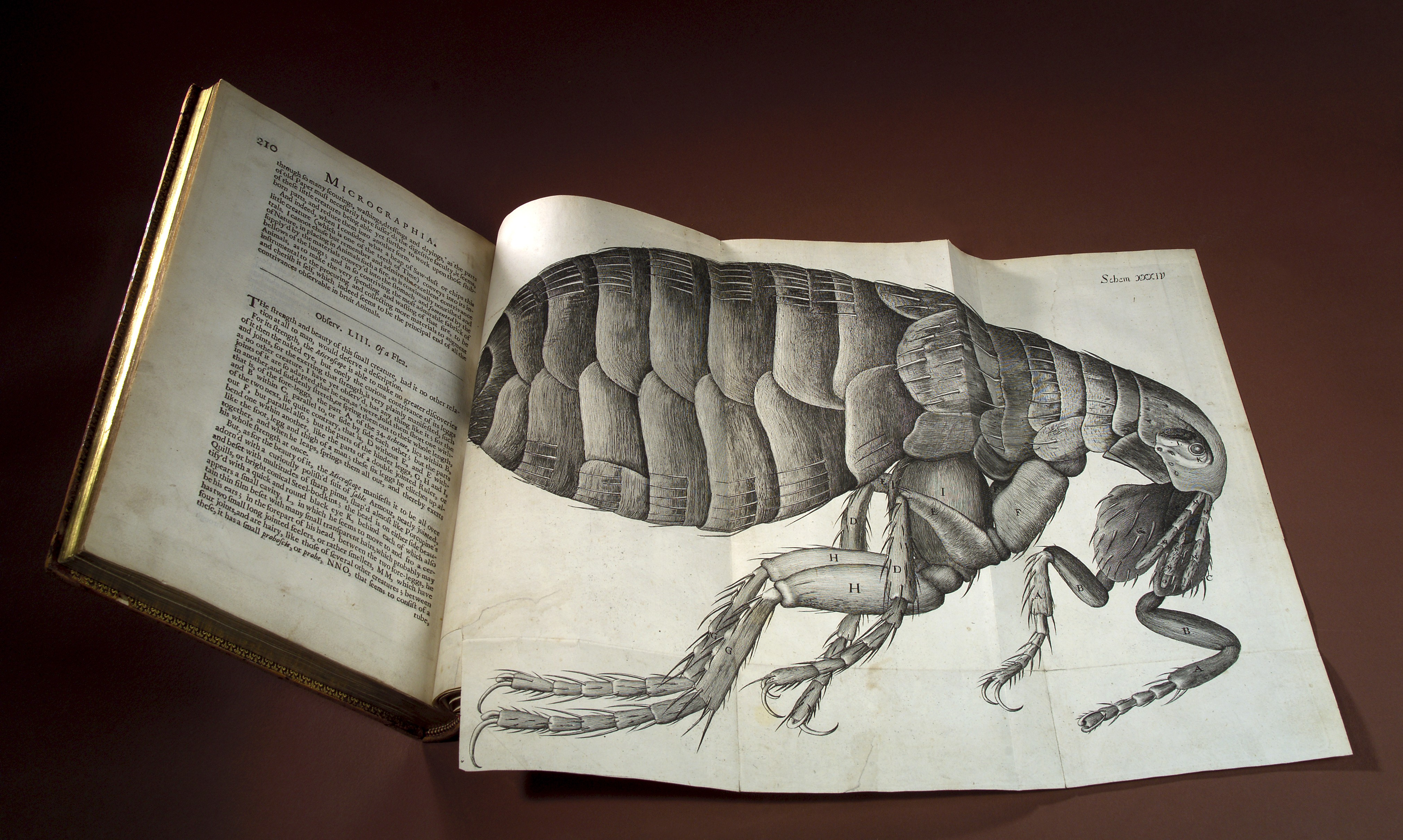
La puce, telle qu'elle apparaît dans la Micrographia de Robert Hooke.

L'une des premières représentations d'une puce vue au microscope est celle de Robert Hooke (1635-1703) dans sa Micrographia (1665) où la puce apparaît avec la silhouette d'un éléphant. Le dessin fait 40 cm, montrant un monstre terrible couvert « d'un curieux vêtement, ciré comme une armure ». Hooke la décrit minutieusement avec une trompe qui mord et perce la peau jusqu'au sang. Son saut extraordinaire provient de la détente soudaine de ses six pattes repliées.
Ces observations sont suivies d'un début de remise en cause de la génération spontanée des puces, mais cette croyance se maintiendra jusqu'au XVIIIe siècle. En Italie, deux micrographistes de puces s'opposent : Filippo Bonanni (1638-1725) qui la juge vraie, et Francesco Redi (1626-1697) qui cherche à la réfuter par des expériences.
La puce-chique, inconnue des européens, est décrite par des voyageurs aux Petites Antilles au début du XVIIe siècle. Elle perturbe les colons, mais en retour ceux-ci amènent la puce européenne aux indigènes, le « choc parasitaire », comme le choc microbien, a été surtout néfaste aux Amérindiens.
Les médecins s'intéressent peu aux puces. Leur seule compétence est d'administrer les recettes déjà connues, avec une utilisation plus large des remèdes « chymiques » tels que le vif argent (mercure), le litharge et l'orpiment.

#### Puce et société
Jusqu'à la fin du XVIIIe siècle, la puce est présente dans la vie quotidienne, dans toutes les couches de la société.

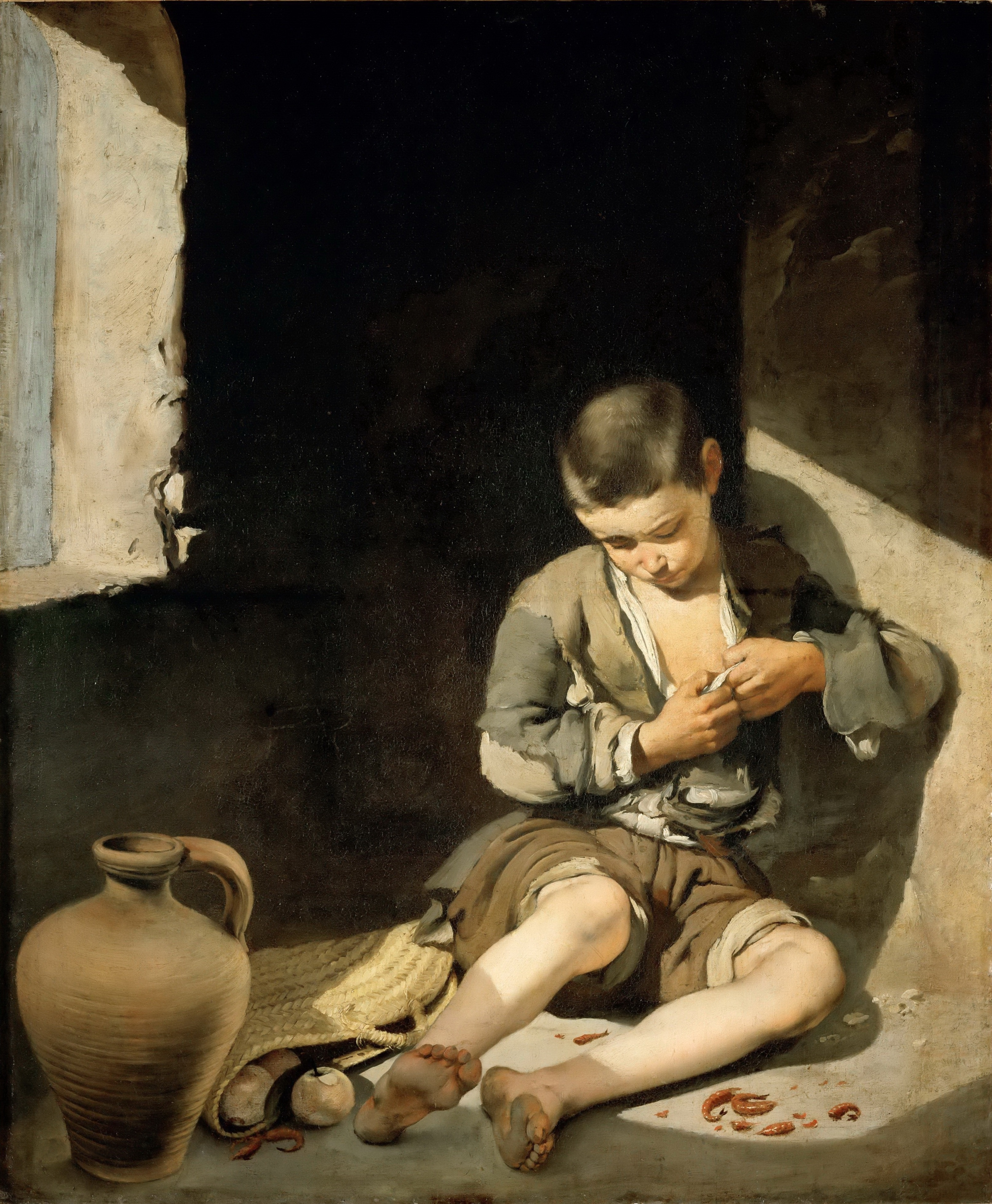
Le jeune mendiant cherchant ses puces, par Bartolomé Esteban Murillo (1617-1682).

 Selon les idées du temps, la piqure de puce est gênante, humiliante, mais jamais mortelle. « À la rigueur, si elle ne constitue pas un exercice de piété, elle fait figure de micro-saignée salutaire quoique urticante ».
La puce est portée par les gueux, les soldats et les voyageurs ; elle pullule dans les tavernes et auberges, parce que dit-on, les voyageurs pissent dans la cheminée ; elle se voit aussi chez les courtisans, les princes et le roi lui-même. Selon l'étiquette de Versailles, il est malséant de se gratter en public, ou condescendant d'ôter une puce sur une personne d'un rang inférieur. Quant à la puce sur un plus grand que soi, il ne faut surtout pas la remarquer. Une puce sur un roi ne peut être enlevée que par son grand chambellan.
En 1579, dans un salon littéraire de Poitiers, celui de Madeleine Des Roches, le parisien Étienne Pasquier remarque une puce sur le sein de la fille de l'hôtesse, Catherine Des Roches. Il propose alors une joute littéraire aux beaux esprits présents : écrire un poème sur ce sujet. Tous ces poèmes (en grec, latin, français, espagnol et italien) furent réunis sous le titre la Puce de mademoiselle des Roches. Au XVIIe siècle, quand un gentilhomme attrapait une puce sur une femme, la galanterie voulait qu'il la lui rende, mais déposée dans un écrin,.
Les bijoutiers aidant, l'achat de puces vivantes attachées à un fil d'argent est à la mode au début du XVIIIe siècle. La « puce enchaînée » ou « puce de compagnie » annonce le phénomène des puces savantes qui connaitra un grand succès au XIXe siècle,.

#### La puce, thème de poésie burlesque et amoureuse
En 1577, François de Chantelouve écrit un Hymne de la puce où la piqûre de puce stimule la création poétique:
Ainsi, bien que la puce ait petite pointure

Elle me fait rimer de volonté meilleure.
Au XVIe siècle, « la puce est devenue un animal paradoxal et métaphorique ». Le poète satirique s'assimile à une puce mordante ou piquante. La puce est emblématique d'idées nouvelles, dont le matérialisme libertin. La puce fait l'objet d'un éloge paradoxal, c'est « le réveille matin des paresseux », « le compagnon des braves soldats » et enfin « la muse du poète ». La puce est une arme contre l'autorité des Anciens, le dogmatisme, le rigorisme moral, d'un côté, et contre les idéaux rationalistes de l'autre. La puce est transgressive : elle ramène à la réalité triviale.
La puce est aussi prétexte à la misogynie des auteurs masculins : en 1761 Carl von Linné, dans sa Faune de Suède confirme la relation étroite entre les femmes et les puces : « La puce vit sur les hommes, et surtout sur les femmes ». Depuis plusieurs siècles, les hommes pensent que ce sont les femmes et les enfants, à la peau plus tendre, qui attirent et donnent les puces.
La présence d'une puce sur la peau d'une jolie femme trouble la gent masculine. Le soupirant éconduit jalouse l'insecte qui parcourt librement l'objet de son désir. Face à la cruauté féminine, le poète fait référence aux métamorphoses amoureuse de Zeus, et demande à être changé non pas en taureau, en cygne ou en pluie d'or, mais en puce pour mieux en exploiter le potentiel érotique. L'amant-puce se fait explorateur cartographe de l'intimité féminine, pour redevenir homme en atteignant son but. Ce thème littéraire est commun à plusieurs langues européennes depuis la Renaissance.

#### Un thème pictural: la chasse à la puce

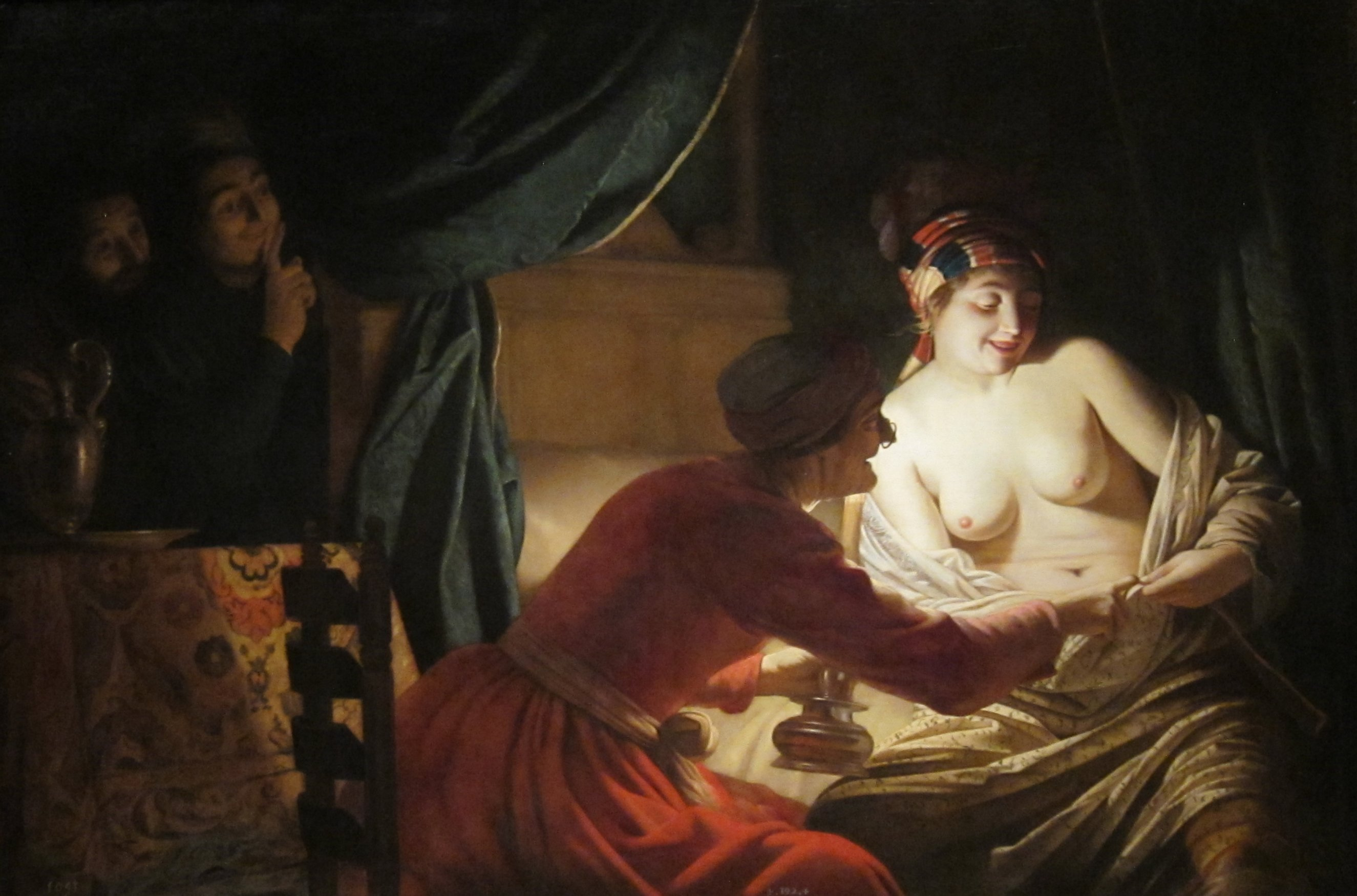
La chasse à la puce (1621), de Gerrit van Honthorst.

Avant le XVIIe siècle, les artistes-peintres et les graveurs prêtent peu d'attentions au fait de se gratter. Avec l'apparition de la peinture de genre, le sujet devient iconographique. La puce est l'occasion de montrer les corps, de dévoiler l'intime, pour transformer le spectateur en voyeur. Le plus souvent la scène se passe de nuit, dans la chambre à coucher, dans une atmosphère sensuelle ou grivoise.
Par exemple, alors que la peinture hollandaise du XVIIe siècle offre peu de nus, Gerrit van Honthorst (1590-1656) produit plusieurs œuvres au contenu érotique, dont une Chasse à la puce où une jeune femme est dénudée jusqu'à la taille cherchant une puce. Selon Verron-Issad, il s'agit d'une prostituée, avec son entremetteuse, car dans les Pays-Bas du Nord protestants du XVIIe siècle, seules les prostituées peuvent être représentées demi-nues.

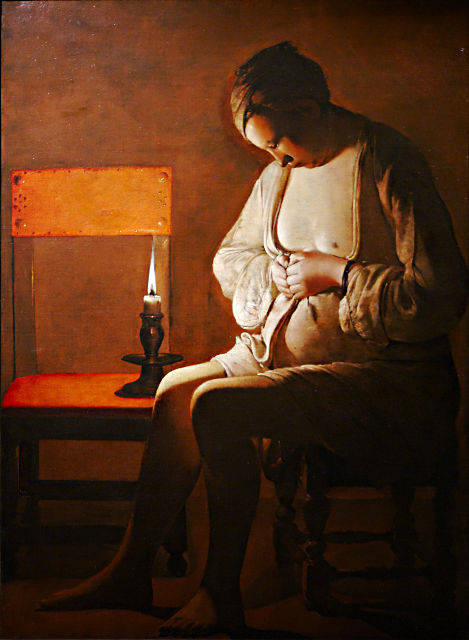
Femme à la puce, par de La Tour

La chasse à la puce est un genre pictural, avec des variantes champêtres, comme Adriaen van de Velde, Paysage avec jeune vachère cherchant une puce au bord de l'eau (1671), où le paysage est centré sur la vue plongeante du décolleté de la jeune femme. Ce thème inspire les artistes européens jusqu'au XVIIIe siècle, comme Giuseppe Maria Crespi La chercheuse de puce (1720), ou Georges de La Tour La femme à la puce (1638).
La femme à la puce de La Tour se distingue par une atmosphère sombre et religieuse, quasi mystique, loin de la plaisanterie égrillarde. Avec un regard moderne, l'œuvre a été interprétée en 2013 comme prémonitoire du rôle tragique de la puce dans la peste, rôle admis seulement au début du XXe siècle. De la même manière, le tragique destin de Catherine Des Roches, morte de peste en 1587, huit ans après les poèmes de La Puce de madesmoiselle Desroches, prend tout son sens.

### Période moderne
À partir du milieu du XVIIIe siècle, à la suite de Réaumur (1683-1757), les médecins et les naturalistes s'intéressent de plus en plus aux insectes. En 1781, la parution d'une Histoire des insectes nuisibles à l'homme… du médecin Pierre-Joseph Buc'hoz (1731-1807) est considérée par les historiens comme un tournant majeur dans l'histoire de la santé. L'ouvrage est un réquisitoire contre la saleté des pauvres et la pullulation de la « vermine ».
Déjà, depuis la fin du règne de Louis XV, la distinction sociale n'est plus de porter taffetas, brillants ou joyaux, mais d'être net et propre sur soi. Un nouveau marché vestimentaire se développe qui consiste à porter des vêtements propres et parfumés par des essences dotées de vertus répulsives contre les insectes. En 1784, Marie-Antoinette commande des lits en fer pour ses enfants, pour éviter puces et punaises des literies en bois.
Après la Révolution, l'hygiénisme du XIXe siècle se présente alors comme résolument républicain, contre la « saleté » de l'Ancien Régime, dans un « règlement de compte politico-hygiénique ». La propreté du corps exclut la présence de la puce, celle-ci perd peu à peu son rôle de thème érotique littéraire. Chassée de la haute société, la puce garde son rôle ludique populaire avec le succès des puces savantes et autres cirques de puces.
En 1819-1820, William Blake peint The Ghost of a Flea (Le Fantôme d'une puce), un tableau de petite taille dans des dominantes ocre et brunes, où un colosse, à la fois homme et puce, à la tête écailleuse, aux muscles puissants, traverse un espace encadré de lourds rideaux sur fond étoilé en contemplant une coupe qu'il tient entre les mains,.
« L'âge d'or » de la puce s'éteint progressivement avec l'invention des insecticides, et la découverte de Paul-Louis Simond qui montre son rôle de vecteur de la peste en 1898. Simond a d'ailleurs du mal à convaincre, il est en butte aux sarcasmes, ses expériences sont rabaissées au niveau du cirque de puces « Simond le magicien, avec ses puces ». Il faudra plus d'une dizaine d'années de travaux de confirmation, menés par d'autres équipes, pour convaincre la communauté scientifique internationale.
Au tournant du XXe siècle, rares sont les poètes qui chantent encore l'amour et la puce, mais il s'agit de Paul Verlaine et de Guillaume Apollinaire :
Lorsque tu cherches tes puces,

C'est très rigolo.

Que de ruses, que d'astuces !

J'aime ce tableau.

(…)

Sous ta chemise tendue,

Au large, à deux mains

Tes yeux scrutent l'étendue

Entre tes durs seins.

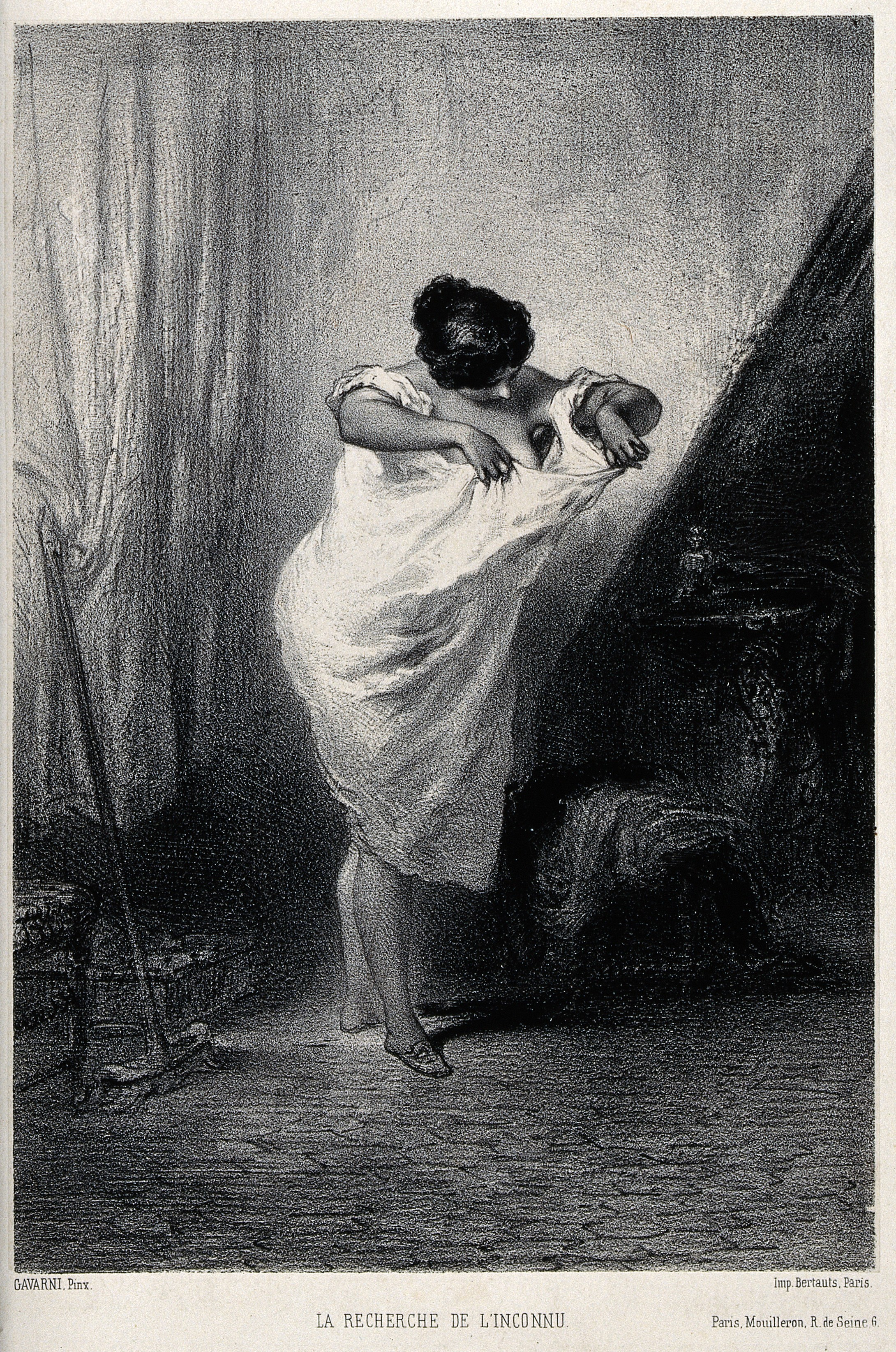
Une puce dans la chemise de nuit, lithographie d'après Paul Gavarni (1804-1866).

— Paul Verlaine, Chansons pour Elle (1891)
Puces, amis, amantes même,

Qu'ils sont cruels ceux qui nous aiment !

Tout notre sang coule pour eux

Les bien-aimés sont malheureux.
— Guillaume Apollinaire, Le Bestiaire d'Orphée (1911)

### La puce au cinéma
- Les Feux de la rampe (Lime-light, 1952), de Charlie Chaplin : le clown Calvero mime un dresseur de puces qui perd la maitrise de ses bestioles[60].
- Dossier secret (Mr Arkadin, 1955), d'Orson Welles : un étrange dresseur de puces présente son bras pour les nourrir[60].
- Mémoire d'une puce (The Autobiography of a Flea, 1970), de Sharon McNight : film pornographique par caméra subjective et la voix off d'une puce, adaptation d'un texte éponyme et anonyme anglais du XIXe siècle (Mémoire d'une puce (en))[69].
- Un monstre à Paris (2011), de Eric Bergeron : lors d’un accident dans le laboratoire d’un botaniste, une puce voit sa taille se décupler et devient le monstre qui terrorise Paris